# Bombardeamentos atômicos de Hiroshima e Nagasaki
Os bombardeamentos atômicos (português brasileiro) ou atómicos (português europeu) das cidades de Hiroshima e Nagasaki foram dois bombardeios realizados pelos Estados Unidos contra o Império do Japão durante os estágios finais da Segunda Guerra Mundial, em agosto de 1945. Foi o primeiro e único momento na história em que armas nucleares foram usadas em guerra e contra alvos civis.
Depois de uma campanha de bombardeios que destruiu várias cidades japonesas, os Aliados preparavam-se para uma invasão do Japão. A guerra na Europa terminou quando a Alemanha nazista assinou o acordo de rendição em 8 de maio de 1945, mas a Guerra do Pacífico continuou. Juntamente com Reino Unido e China, os Estados Unidos pediram a rendição incondicional das forças armadas japonesas na Declaração de Potsdam em 26 de julho de 1945, ameaçando uma "destruição rápida e total".
Em agosto de 1945, o Projeto Manhattan dos Aliados tinha testado com sucesso um artefato atômico e produzido armas com base em dois projetos alternativos. O 509º Grupo Composto das Forças Aéreas do Exército dos Estados Unidos foi equipado com aeronaves Boeing B-29 Superfortress que poderiam ficar em Tinian, nas Ilhas Marianas. A bomba atômica de urânio (Little Boy) foi lançada sobre Hiroshima em 6 de agosto de 1945, seguido por uma explosão de uma bomba nuclear de plutônio (Fat Man) sobre a cidade de Nagasaki em 9 de agosto. Dentro dos primeiros 2-4 meses após os ataques atômicos, os efeitos agudos das explosões mataram entre 90 mil e 166 mil pessoas em Hiroshima e 60 mil e 80 mil seres humanos em Nagasaki; cerca de metade das mortes em cada cidade ocorreu no primeiro dia. Durante os meses seguintes, vários morreram por causa do efeito de queimaduras, envenenamento radioativo e outras lesões, que foram agravadas pelos efeitos da radiação. Em ambas as cidades, a maioria dos mortos eram civis, embora Hiroshima tivesse muitos militares.
Em 15 de agosto, poucos dias depois do bombardeio de Nagasaki e da declaração de guerra da União Soviética, o Japão anunciou sua rendição aos Aliados. Em 2 de setembro, o governo japonês assinou o acordo de rendição, encerrando a Segunda Guerra Mundial. O papel dos bombardeios na rendição do Japão e a sua justificação ética ainda é motivo para debates.

## Antecedentes

### Guerra do Pacífico

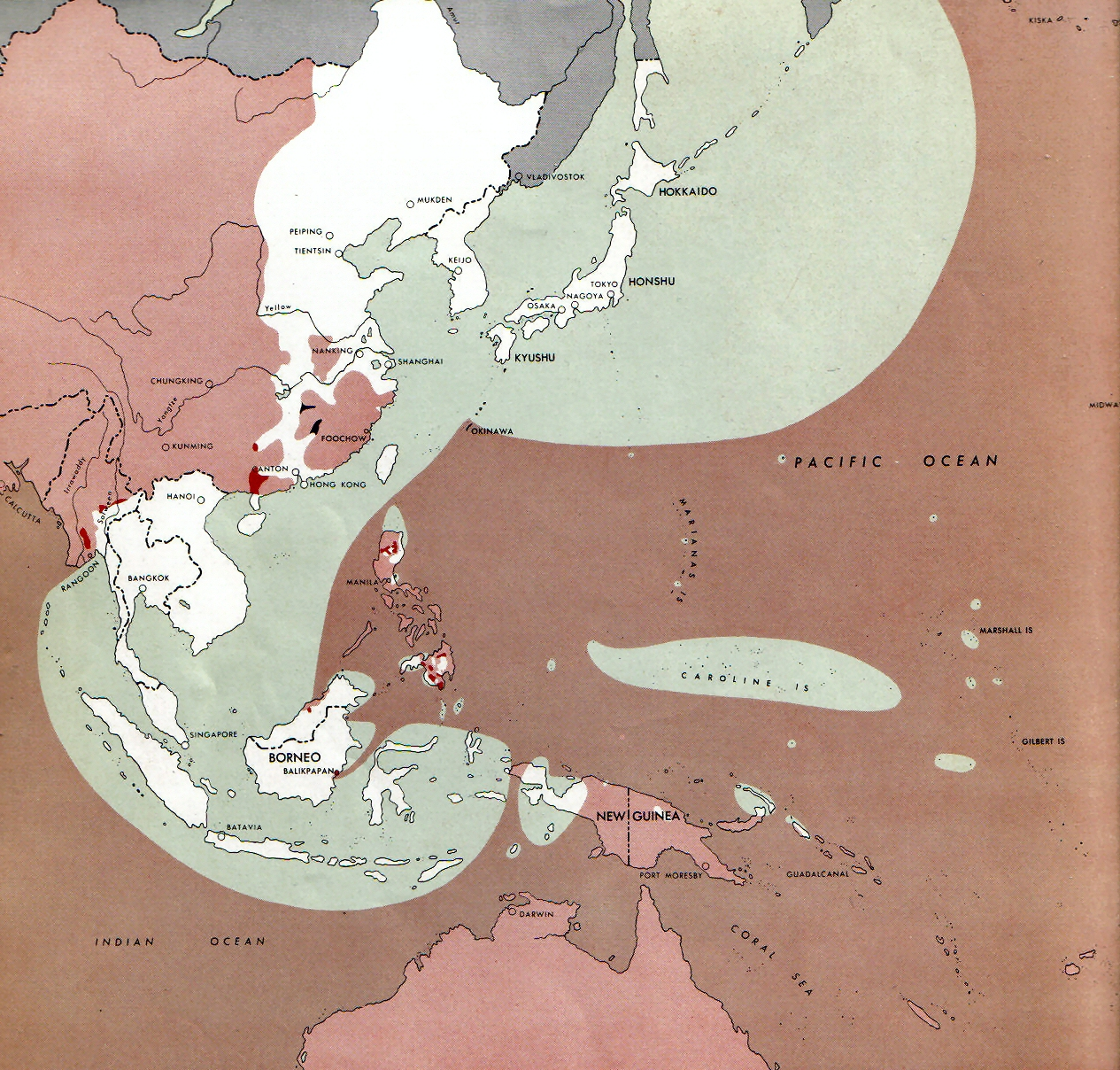
Situação da Guerra do Pacífico até 1 de agosto de 1945. O Império do Japão ainda tinha o controle de toda a Manchúria, Coreia, Taiwan e Indochina, além de uma grande parte da China, incluindo a maioria das principais cidades chinesas, e grande parte das Índias Orientais Holandesas.

Em 1945, a Guerra do Pacífico entre o Império do Japão e os Aliados entrou em seu quarto ano. Das 1,25 milhão de baixas em combate incorridas pelos Estados Unidos na Segunda Guerra Mundial, incluindo as dos militares mortos e feridos em combate, quase um milhão ocorreu no período de doze meses entre junho de 1944 e junho de 1945. Em dezembro 1944, o número de vítimas norte-americanas em combate bateu um recorde histórico mensal de 88 mil, como resultado da Ofensiva das Ardenas pelos alemães. No Pacífico, os Aliados voltaram para as Filipinas, recapturaram a Birmânia e invadiram Bornéu. Ofensivas comprometeram-se a reduzir as forças japonesas remanescentes em Bougainville, Nova Guiné e Filipinas. Em abril de 1945, as forças norte-americanas desembarcaram em Okinawa, onde violentos combates continuaram até junho. Ao longo do caminho, a relação de baixas japonesas e norte-americanas caiu de 5:1, nas Filipinas, para 2:1 em Okinawa.
Conforme o avanço aliado mudava inexoravelmente para o Japão, as condições de vida tornaram-se cada vez piores para o povo japonês. A frota mercante do Japão diminuiu de 5,25 milhões de toneladas brutas em 1941 para 1,56 milhões de toneladas em março de 1945 e 557 mil toneladas em agosto de 1945. A falta de matérias-primas forçou a economia de guerra japonesa a um forte declínio a partir de meados de 1944. A economia civil, que tinha lentamente deteriorado-se durante toda a guerra, chegou a níveis desastrosos em meados de 1945. A perda de transportes também afetou a frota de pesca e a produção em 1945 foi de apenas 22% em relação a de 1941. A safra de arroz de 1945 foi a pior desde 1909 e a fome e a desnutrição generalizaram-se pelo país. Em fevereiro de 1945, o príncipe Konoe Fumimaro aconselhou o Imperador Hirohito que a derrota era inevitável e exortou-o a abdicar.

### Preparativos para invadir o Japão
Mesmo antes da rendição da Alemanha nazista, em 8 de maio de 1945, planos estavam em andamento para a maior operação da Guerra do Pacífico, a Operação Downfall, o nome dado para a invasão do Japão. A operação teve duas partes: as operações Olympic e Coronet. Começando em outubro de 1945, a Olympic envolveu uma série de desembarques do Sexto Exército dos Estados Unidos com o objetivo de capturar a terceira principal ilha japonesa mais ao sul, Kyūshū. A operação Olympic devia ser seguida em março de 1946 pela Operação Coronet, a captura da planície de Kantō, perto de Tóquio, na principal ilha japonesa de Honshū, pelos Primeiro, Oitavo e Décimo Exércitos dos Estados Unidos. A data limite foi escolhida para permitir que a Olympic completasse seus objetivos, para as tropas reafetar da Europa e o inverno japonês terminar.

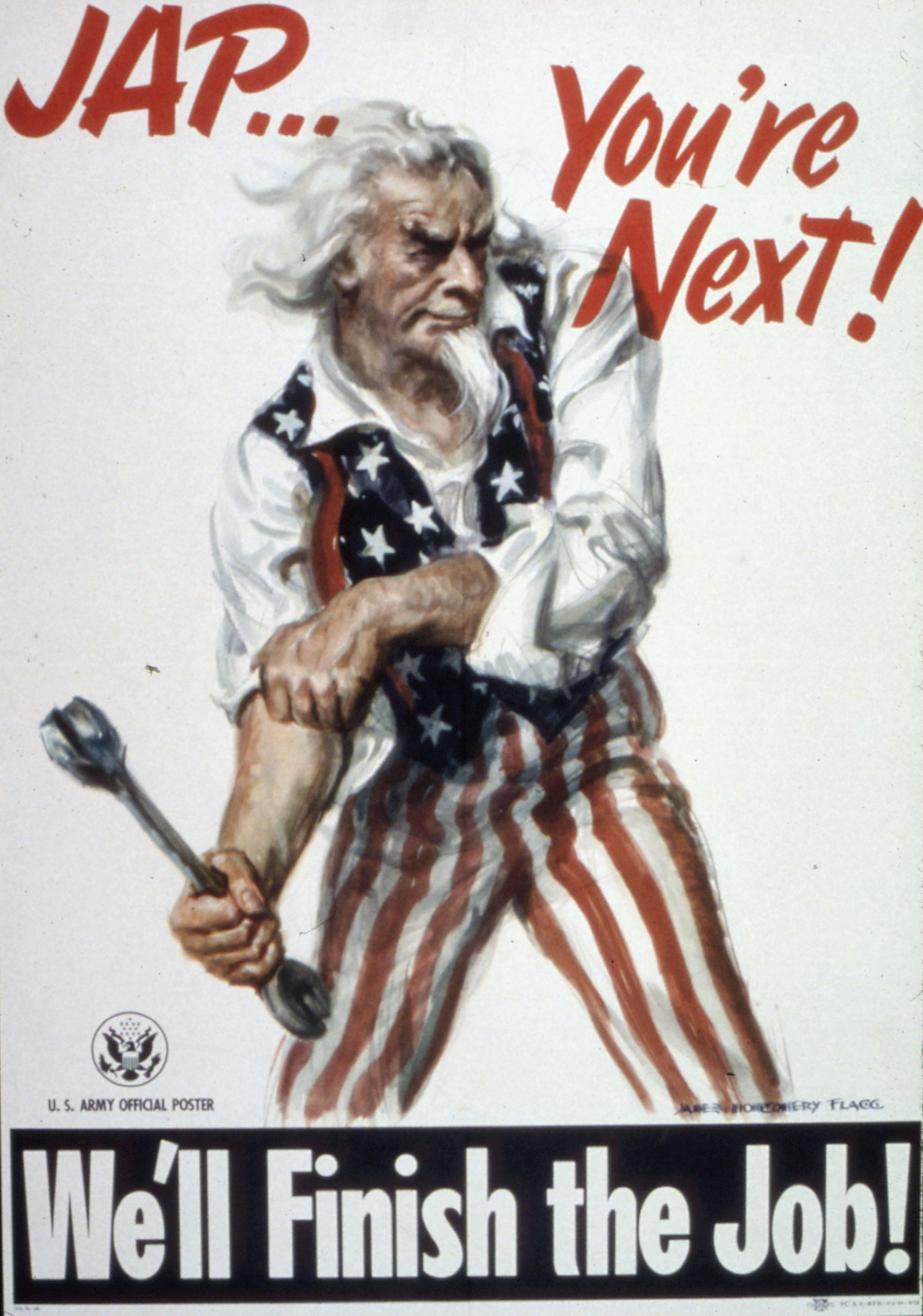
Pôster do Exército dos Estados Unidos prepara o público para a invasão do Japão após o término de guerra contra a Alemanha e a Itália.

A geografia do Japão tornou este plano de invasão óbvio para os japoneses; eles foram capazes de prever os planos de invasão dos Aliados com precisão e, assim, ajustar o seu plano defensivo, a Operação Ketsugō, em conformidade. Os japoneses planejaram uma defesa em Kyūshū, sendo que pouca reserva militar sobrou para quaisquer operações de defesa subsequentes. Quatro divisões veteranas foram retiradas do Exército de Guangdong na Manchúria em março de 1945 para reforçar as forças no Japão e 45 novas divisões foram ativadas entre fevereiro e maio de 1945. A maioria eram formações imóveis para a defesa da costa litorânea, mas 16 eram divisões móveis de alta qualidade. Ao todo, 2,3 milhão de soldados do exército imperial japonês prepararam-se para defender suas ilhas, apoiados por uma milícia civil de 28 milhões de homens e mulheres. As previsões de vítimas variam muito, mas eram extremamente elevadas. O Vice-Chefe do Estado-Maior da Marinha Imperial Japonesa Geral, o Vice-almirante Takijiro Onishi, previu 20 milhões de mortes de japoneses.
Um estudo de 15 de junho de 1945, feito pelo Comitê Conjunto de Planos de Guerra e que forneceu informações de planejamento para o Estado-Maior Conjunto dos Estados Unidos, estimou que a Olympic resultaria entre 130 mil e 220 mil baixas norte-americanas. Emitido em 15 de junho de 1945, após conhecimento adquirido a partir da Batalha de Okinawa, o estudo observou defesas inadequadas do Japão devido ao bloqueio marítimo muito eficaz e a campanha de bombardeio do território japonês pelas forças norte-americanas. O Chefe do Estado-Maior do Exército dos Estados Unidos, o general George Marshall, e o comandante-em-chefe do exército no Pacífico, o general Douglas MacArthur, assinaram documentos em que concordavam com a estimativa do Comitê Conjunto de Planos de Guerra.
Os norte-americanos ficaram alarmados com o acúmulo japonês, que foi acompanhado de forma precisa através da inteligência ULTRA. O Secretário de Guerra Henry L. Stimson estava suficientemente preocupado com as altas taxas de vítimas norte-americanas prevista em um estudo encomendado por ele mesmo e feito por Quincy Wright e William Shockley. Wright e Shockley falaram com os coronéis James McCormack e Dean Rusk e examinaram as previsões de baixas feitas por Michael E. DeBakey e Gilbert Beebe. Wright e Shockley estimaram que a invasão dos Aliados causaria entre 1,7 e 4 milhões de vítimas em um cenário como esse, dos quais entre 400 mil e 800 mil seriam mortos, enquanto as baixas japonesas ficariam em torno de 5 a 10 milhões.
Marshall estava a contemplar o uso de uma arma que estava "prontamente disponível e que certamente podia diminuir o custo de vida dos norte-americanos": o gás venenoso. Quantidades de fosgênio, gás mostarda, gás lacrimogêneo e cloreto de cianogênio foram transferidas para Luzon de estoques na Austrália e na Nova Guiné, em preparação para a Operação Olympic, e MacArthur garantiu que as unidades de guerra química em serviço estavam treinadas para a sua utilização. Foi também examinado ao uso de armas biológicas contra o Japão.

### Bombardeios no Japão

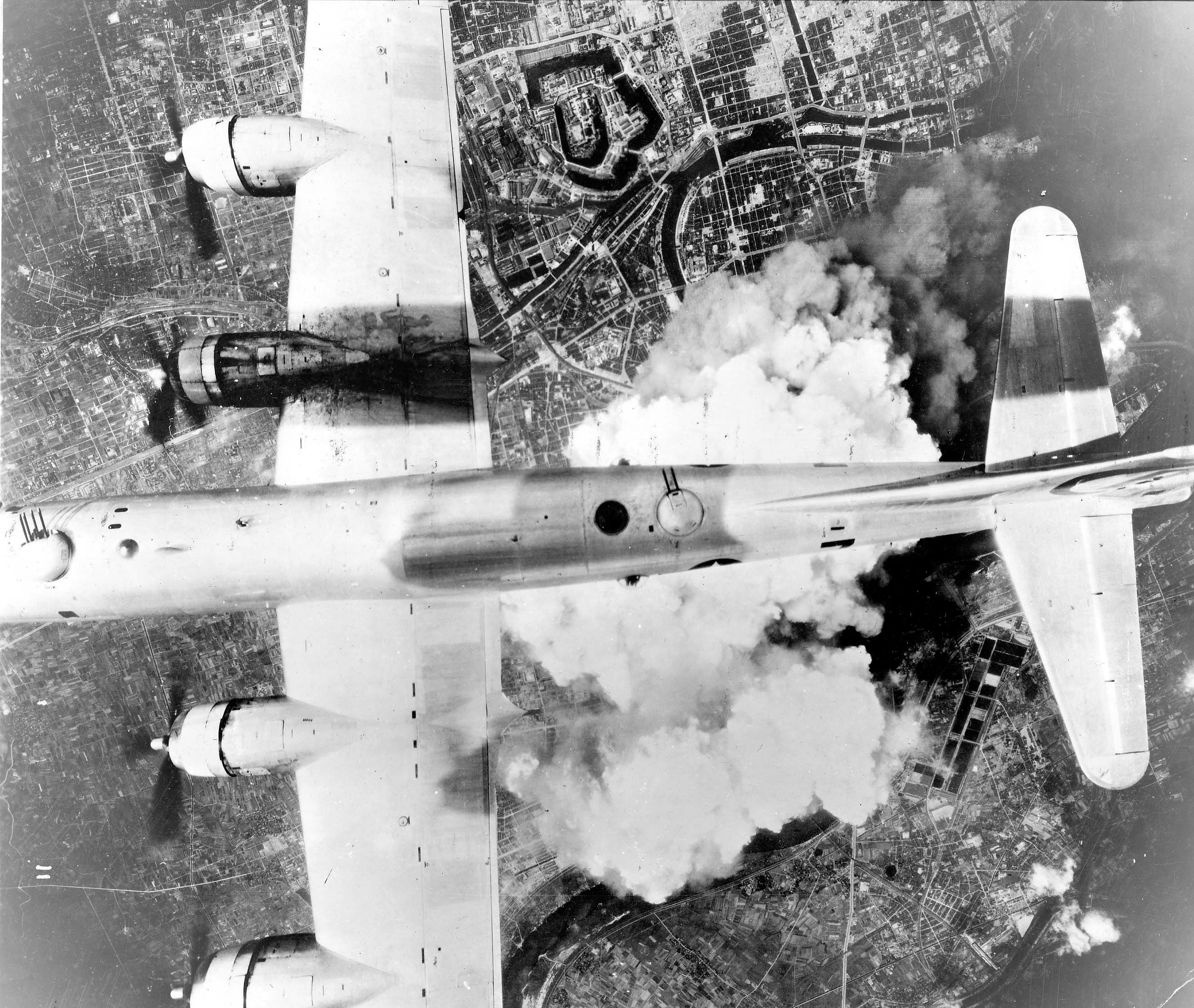
Um B-29 sobre Osaka em 1 de junho de 1945

Apesar dos Estados Unidos terem desenvolvido planos para uma campanha aérea contra o Japão, antes da Guerra do Pacífico, a captura de bases aliadas no Pacífico ocidental nas primeiras semanas do conflito acabou por postergar esta ofensiva até meados de 1944, quando o Boeing B-29 Superfortress ficou pronto para uso em combate. A Operação Matterhorn envolvia aviões B-29 baseados na Índia estacionados em bases nos arredores de Chengdu, na China, para fazer uma série de ataques a alvos estratégicos no Japão. A operação não atingiu os objetivos estratégicos que os seus planejadores previam, em grande parte devido a problemas de logística, problemas mecânicos do bombardeiro, a vulnerabilidade das bases de preparação chinesas e a longa distância necessária para alcançar as principais cidades japonesas.
Haywood S. Hansell, o general das Forças Aéreas do Exército dos Estados Unidos, determinou que Guam, Tinian e Saipan, nas Ilhas Marianas, serviriam melhor como bases para os B-29, mas eram regiões que estavam em mãos japonesas. Estratégias foram montadas para possibilitar a guerra aérea e as ilhas foram capturadas entre junho e agosto de 1944, quando foram desenvolvidas as bases aéreas e as operações com os B-29 foram iniciadas a partir das Marianas, em outubro de 1944. Estas bases eram facilmente reabastecidas por navios de carga. O XXI Comando de Bombardeiros começou missões contra o Japão em 18 de novembro de 1944.
As primeiras tentativas de bombardear o Japão a partir do Marianas provaram-se tão ineficazes quanto tinham sido a com os B-29 na China. Hansell continuou com a prática chamada "bombardeio de precisão" de alta altitude, mesmo após essas táticas não terem produzido resultados aceitáveis. Estes esforços não tiveram sucesso devido a dificuldades logísticas com a localização remota, problemas técnicos com a aeronave nova e avançada, condições climáticas desfavoráveis e ataque inimigo.

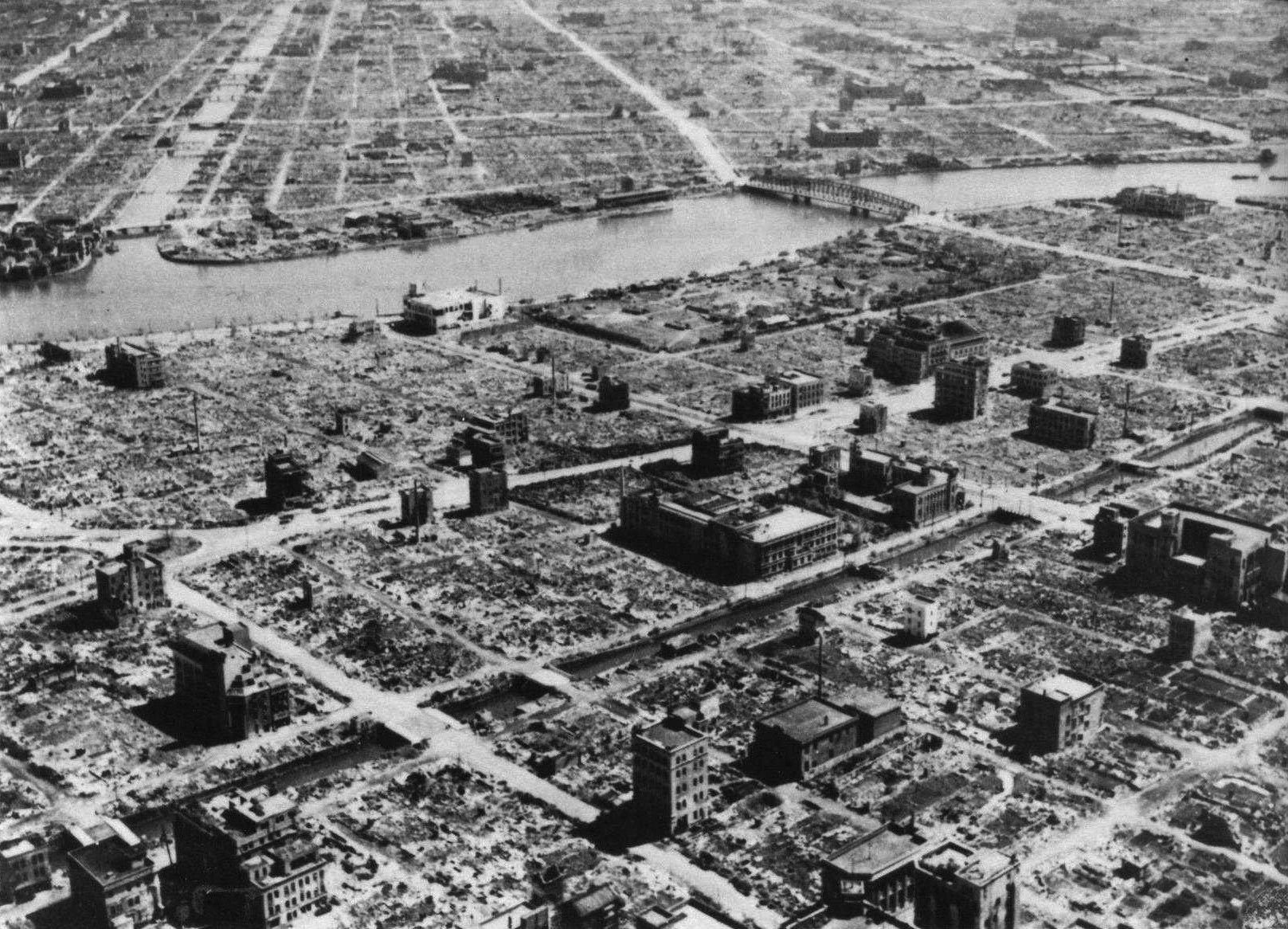
O bombardeio de Tóquio durante a Operação Meetinghouse, na noite entre os dias 9 e 10 de março de 1945, foi individualmente o mais mortal bombardeio da Segunda Guerra; com uma área de danos e mortes maior que a dos bombardeamentos de Hiroshima e Nagasaki, enquanto eventos únicos.

O sucessor de Hansell, o Major General Curtis LeMay, assumiu o comando em janeiro de 1945 e, inicialmente, continuou a usar as mesmas táticas, com resultados igualmente insatisfatórios. Sob pressão da sede da USAAF em Washington, LeMay mudou de tática e decidiu que ataques de baixa altitude com bombas incendiárias contra as cidades japonesas eram a única maneira de destruir as suas capacidades de produção. O objetivo inicialmente era de atacar instalações industriais, mas a partir de março de 1945, eles eram frequentemente dirigidos contra áreas urbanas. Grande parte do processo de fabricação era realizado em pequenas oficinas e casas particulares.
Como a maioria dos bombardeios estratégicos durante a Segunda Guerra Mundial, o objetivo da ofensiva das USAAF contra o Japão era destruir as indústrias do inimigo, matar ou incapacitar trabalhadores civis dessas indústrias e minar o moral dos civis. Os civis que participaram do esforço de guerra através de atividades como a construção de fortificações e a fabricação de munições e outros materiais de guerra em fábricas e oficinas foram considerados combatentes no sentido legal e, portanto, passíveis de serem atacados.
Ao longo dos próximos seis meses, o XXI Comando de Bombardeiros sob o comando de LeMay bombardeou 67 cidades japonesas. O bombardeamento de Tóquio, chamado de Operação Capelas, entre 9 e 10 de março, matou cerca de 100 mil pessoas, destruiu 41 quilômetros quadrados da cidade e 267 mil edifícios em uma única noite, o mais mortal bombardeio da guerra, a um custo de 20 aeronaves B-29 abatidas por fogo antiaéreo inimigo. Em meados de junho, as seis maiores cidades do Japão estavam devastadas. O fim dos combates em Okinawa neste mês forneceu aeródromos ainda mais próximos do território japonês, o que permitiu que a campanha de bombardeio fosse mais escalada. Aviões dos porta-aviões dos Aliados e em bases nas Ilhas Ryukyu também atingiam regularmente alvos no Japão durante 1945, em preparação para a Operação Downfall. O bombardeio mudou o foco para cidades menores, com populações que variavam de 60 mil a 350 mil habitantes. Esses ataques também foram muito bem sucedidos.
Os militares japoneses não foram capazes de interromper os ataques aliados e a preparação defensiva dos civis do país mostrou-se inadequada. Os soldados e as armas antiaéreas japonesas tinham dificuldade em combates envolvendo bombardeiros voando em alta altitude. A partir de abril de 1945, os interceptores japoneses também tinham de enfrentar caças norte-americanos com base em Iwo Jima e Okinawa. Naquele mês, as forças aéreas do Exército Imperial Japonês e da Marinha Imperial Japonesa pararam de tentar interceptar os ataques aéreos, a fim de preservar os aviões de caça para combater para uma futura invasão dos aliados. Em meados de 1945, os japoneses apenas ocasionalmente interceptavam aeronaves B-29 que realizavam missões de reconhecimento sobre o país, para assim conservar o abastecimento de combustível. Em julho de 1945, os japoneses tinham estocado 137,8 milhões de litros de gasolina de aviação para se defenderem da invasão. Apesar dos militares japoneses terem decidido retomar os ataques contra os bombardeiros aliados do final de junho, por esta altura, havia poucos combatentes operacionais disponíveis para esta mudança de tática.

### Desenvolvimento de armas atômicas

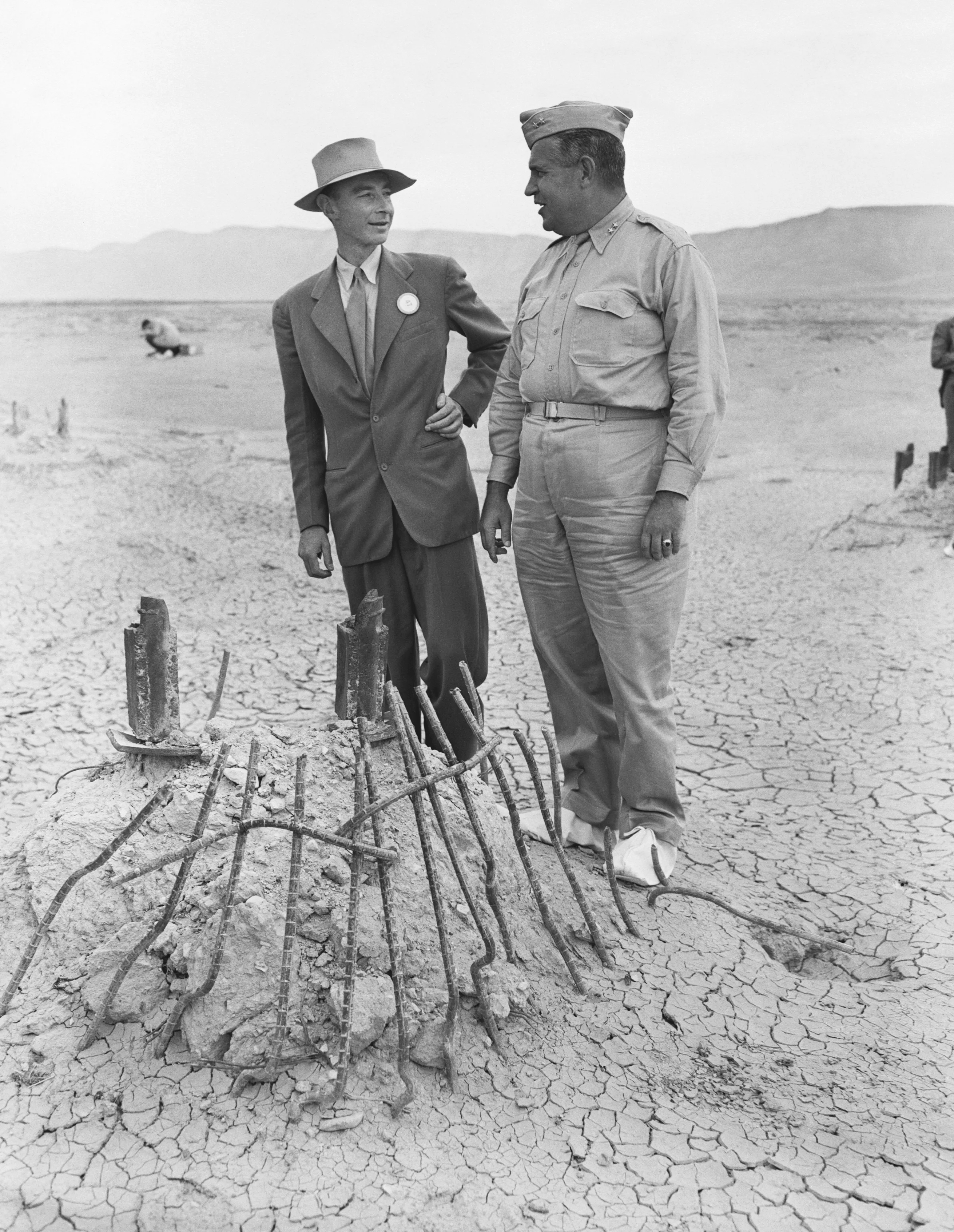
J. Robert Oppenheimer e Leslie Groves analisando os restos da Experiência Trinity em setembro de 1945. As galochas brancas evitavam o derretimento das solas dos seus sapatos.

Trabalhando em colaboração com o Reino Unido e Canadá, com suas respectivas equipes de projetos, o Projeto Manhattan, sob a direção do Major General Leslie Groves, do Corpo de Engenheiros do Exército dos Estados Unidos, projetou e construiu as primeiras bombas atômicas. A pesquisa preliminar começou em 1939, originalmente pelo medo de que o projeto da bomba atômica alemã acabasse por desenvolver armas nucleares antes dos Aliados. Com a derrota da Alemanha, em maio de 1945, os planos mudaram para o uso da bomba contra o Japão.
Dois tipos de bombas foram elaborados por cientistas e técnicos do Laboratório Nacional de Los Alamos, sob a liderança do físico norte-americano J. Robert Oppenheimer. A bomba de Hiroshima, conhecida como Little Boy, era uma arma de fissão de tipo balístico que usava urânio-235, um isótopo raro de urânio extraído em fábricas gigantes em Oak Ridge, Tennessee. O outro era mais poderoso e eficiente, mas mais complicado por conta da implosão de uma arma nuclear com o uso de plutônio-239, um elemento sintético criado em reatores nucleares em Hanford, Washington. Uma arma nuclear de teste foi detonada durante a Experiência Trinity, em 16 de julho de 1945, perto de Alamogordo, Novo México. A bomba de Nagasaki, a Fat Man, era um dispositivo similar.
O Japão também tinha um programa de armamentos nucleares, mas lhe faltava os recursos humanos, minerais e financeiros que o Projeto Manhattan detinha e governo japonês acabou por nunca fazer muito progresso no sentido de desenvolver uma bomba atômica.

## Preparação

### Organização e treinamento

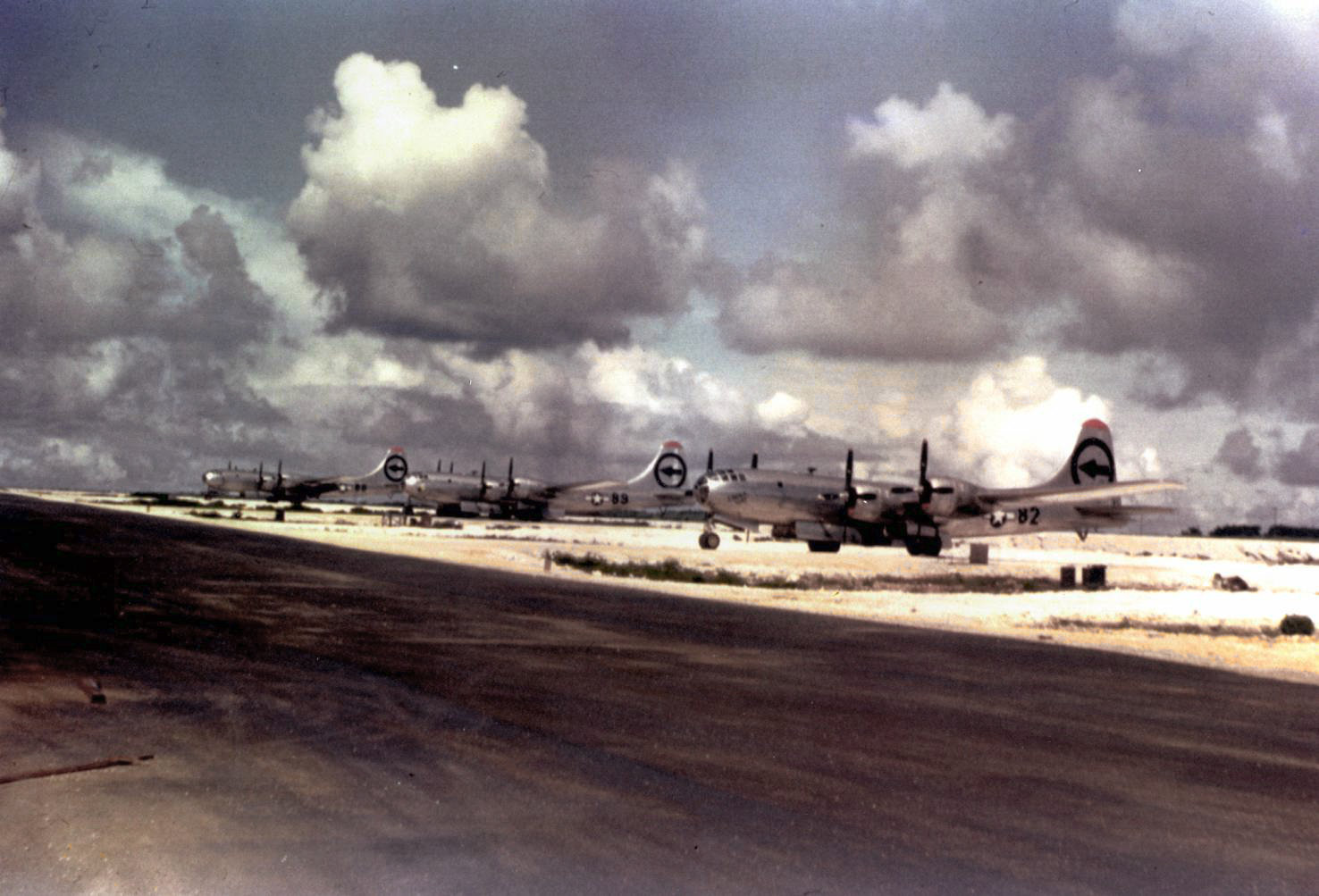
Aviões do 509º Grupo Composto, que participou do bombardeio de Hiroshima. Da esquerda para a direita: The Great Artiste e Enola Gay

O 509º Grupo Composto foi constituído em 9 de dezembro de 1944 e ativado em 17 de dezembro de 1944, na Base Aérea de Wendover, em Utah, comandado pelo coronel Paul Tibbets. Tibbets foi designado para organizar e comandar um grupo de combate para o desenvolvimento dos meios para lançar uma arma atômica contra alvos no Japão e na Alemanha. Visto que os esquadrões aéreos do grupo consistiam em bombardeiro e transporte aéreo, o grupo era designado como "composto", em vez de uma unidade de bombardeio.
Trabalhando com o Projeto Manhattan, em Los Alamos, Tibbets selecionou Wendover como sua base de treinamento sobre Great Bend, Kansas, e Mountain Home, Idaho, por causa de seu afastamento.

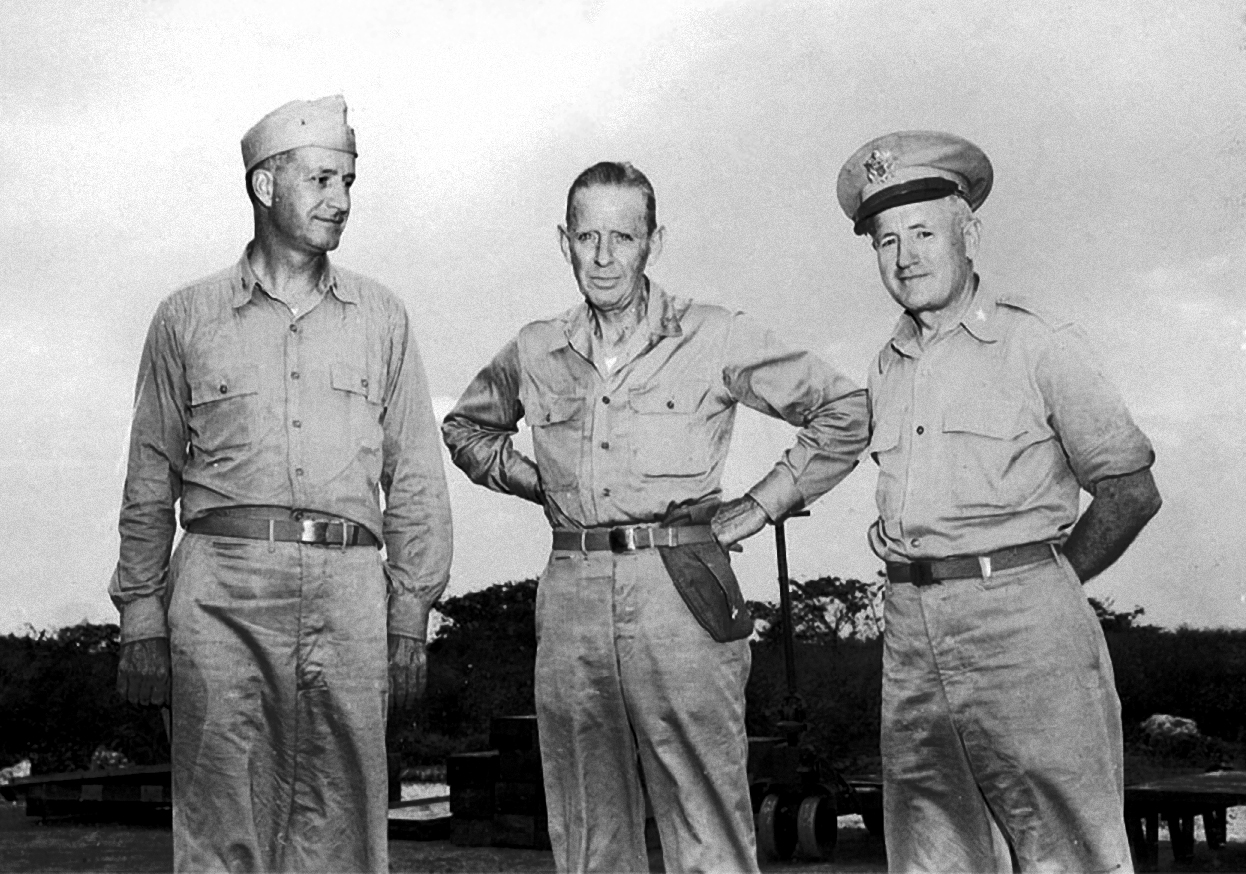
Os "Joint Chiefs Tinian": o capitão William S. Parsons (à esquerda), o contra-almirante William R. Purnell (centro) e brigadeiro-general Thomas F. Farrell (à direita)

O 509º Grupo Composto tinha uma força autorizada de 225 oficiais e 1 542 praças, quase todos os quais, eventualmente, implantados em Tinian. Além de sua força autorizada, o 509º Grupo tinha 51 civis e militares do Projeto Alberta, conhecido como o 1º Destacamento Técnico. O 393º Esquadrão de Bombardeio do 509º Grupo era equipado com 15 aviões B-29 Silverplate. Essas aeronaves tinham sido especialmente adaptadas para transportar armas nucleares e eram equipadas com motores de injeção eletrônica, reversores de empuxo Curtiss Electric, atuadores pneumáticos para abertura e fechamento rápidos das portas do compartimento de bombas, além de outras melhorias.
O escalão de apoio em terra do 509º Grupo Composto movia-se por via ferroviária em 26 de abril de 1945, ao seu porto de embarque em Seattle, Washington. Em 6 de maio os elementos de apoio embarcaram no SS Cape Victory para a Marianas, enquanto o grupo de equipamentos foi enviado no SS Emile Berliner. O Cape Victory fez escalas breves em Honolulu e Enewetak mas os passageiros não foram autorizados a deixar a área do cais. Um grupo avançado do escalão aéreo, constituído por 29 oficiais e 61 praças, voou em aviões C-54 de North Field em Tinian, entre 15 e 22 de maio.
Havia também dois representantes de Washington, DC, o brigadeiro-general Thomas Farrell, vice-comandante do Projeto Manhattan, e o contra-almirante William R. Purnell, do Comitê de Política Militar, que decidiam questões de política mais elevadas no local. Juntos com o capitão William S. Parsons e o comandante do Projeto Alberta, eles tornaram-se conhecidos como os "Joint Chiefs Tinian".

### Escolha dos alvos

A missão foi colocada em prática nos dias 6 e 9 de agosto (a meta inicial era 9 de agosto). No mapa, as cidades de Hiroshima, Nagasaki e Kokura em destaque.

Em abril de 1945, Marshall perguntou a Groves nomes específicos como alvos do bombardeio nuclear para aprovação final pelo próprio e Stimson. Groves formou um Comitê do Alvo presidido por ele próprio, que incluía Farrell, major John A. Derry, coronel William P. Fisher, Joyce C. Stearns e David M. Dennison das USAAF; além dos cientistas John von Neumann, Robert R. Wilson e William Penney, do Projeto Manhattan. O Comitê do Alvo foi para Washington em 27 de abril; para Los Alamos em 10 de maio, onde conversou com os cientistas e técnicos de lá; e, finalmente, novamente para Washington em 28 de maio, onde foi formado por Tibbets, Frederick Ashworth, o comandante do Projeto Alberta, e Richard C. Tolman, o conselheiro científico do Projeto Manhattan.
O Comitê do Alvo indicou cinco alvos: Kokura, o local de uma das maiores fábricas de munições do Japão; Hiroshima, um porto marítimo e um centro industrial que era a sede de um grande quartel-general militar; Yokohama, um centro urbano para a fabricação de aviões, máquinas-ferramentas, docas, equipamentos elétricos e refinarias de petróleo; Niigata, um porto com instalações industriais, incluindo fábricas de aço e alumínio e uma refinaria de petróleo; e Kyoto, um importante centro industrial. A seleção de alvos foi submetida aos seguintes critérios:
- O alvo teria que ser maior do que 4,8 km de diâmetro e ser um alvo importante em uma grande área urbana;
- A explosão teria que criar dano efetivo;
- O alvo teria que ser um local improvável de sofrer ataques em agosto de 1945.[72]

Essas cidades foram praticamente intocadas durante os bombardeios noturnos e as Forças Aéreas do Exército dos Estados Unidos concordaram em deixá-las fora da lista-alvo para que uma avaliação precisa da arma pudesse ser feita. Hiroshima foi descrita como "um importante entreposto do exército e porto de embarque no meio de uma área industrial urbana. Ela é um alvo bom para radar e tem um tamanho tal que uma grande parte da cidade poderia ser amplamente danificada. Há colinas adjacentes que são susceptíveis a produzir um efeito de focagem que iria aumentar consideravelmente os danos explosão. Devido aos seus rios, não é um bom alvo para ataques incendiários".
O Comitê do Alvo afirmou que "Acordou-se que os fatores psicológicos na seleção de alvos eram de grande importância. Dois aspectos deste são: (1) obter o maior efeito psicológico contra o Japão e (2) fazer com que o uso inicial fosse suficientemente espetacular para a importância da arma a ser reconhecida internacionalmente quando a publicidade sobre ela for liberada. Kyoto tinha a vantagem de ser um importante centro para a indústria militar, bem como um centro intelectual e, portanto, uma população mais capaz de compreender o significado da arma. O palácio do imperador em Tóquio tem uma fama maior do que qualquer outro destino, mas é de menor valor estratégico.".

### Distribuição de folhetos

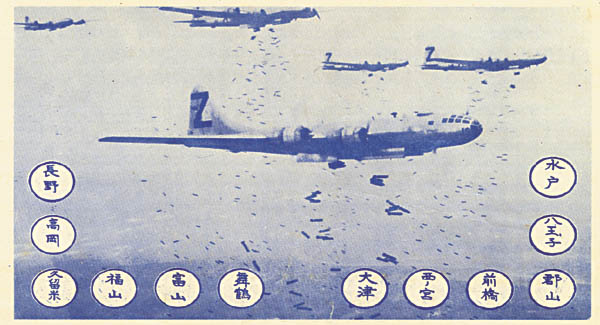
Este tipo de folheto era lançado sobre o Japão, mostrando os nomes de 12 cidades japonesas alvo de destruição por bombas incendiárias. O texto contido do outro lado dizia que "não podemos prometer que só estas cidades estarão entre aquelas atacadas..."

Durante vários meses, os Estados Unidos despejarem mais de 63 milhões de folhetos em todo o Japão advertindo os civis sobre os ataques aéreos. Muitas cidades japonesas sofreram danos terríveis de bombardeios aéreos, sendo que algumas chegarem a ter 97% de seu território destruído. LeMay pensava que isso iria aumentar o impacto psicológico do bombardeio e reduzir o estigma do bombardeio aéreo de cidades. Mesmo com os avisos, a oposição japonesa à guerra permaneceu ineficaz. Em geral, os japoneses consideravam as mensagens nos folhetos como verdadeiras, mas qualquer um que fosse pego em posse de um deles era preso. Os textos dos folhetos foram preparados pelos mais recentes prisioneiros de guerra japoneses, porque acreditava-se que fossem a melhor escolha "para apelar aos seus compatriotas".
Na preparação para lançar uma bomba atômica sobre Hiroshima, os líderes militares norte-americanos decidiram contra uma bomba de demonstração e contra a distribuição de um folheto de aviso especial, em ambos os casos por causa da incerteza de uma detonação bem-sucedida e pelo desejo de aumentar o choque psicológico na população. Nenhum aviso foi dado a Hiroshima que uma nova e muito mais destrutiva bomba ia ser lançada.  Várias fontes dão informações conflitantes sobre quando os últimos panfletos foram lançados sobre Hiroshima antes da bomba atômica. Robert Jay Lifton escreve que era 27 de julho e Theodore H. McNelly que era 3 de julho. A história das USAAF registra que onze cidades foram alvo de folhetos em 27 de julho, mas Hiroshima não era uma delas e não houve saídas de folhetos em 30 de julho. Folhetos sortidos foram lançados entre 1 e 4 de agosto e é muito provável que Hiroshima recebeu tais avisos no final de julho ou início de agosto, de acordo com relatos de sobreviventes sobre uma entrega de folhetos alguns dias antes a bomba atômica ser lançada. Um dos folhetos enumerava doze cidades-alvo de bombardeios: Otaru, Akita, Hachinohe, Fukushima, Urawa, Takayama, Iwakuni, Tottori, Imabari, Yawata, Miyakonojo e Saga. A cidade de Hiroshima não estava na lista.

### Declaração de Potsdam
Em 26 de julho, os líderes aliados redigiram a Declaração de Potsdam, que delineava os termos da rendição do Japão. Ela foi apresentada como um ultimato e afirmava que, sem uma rendição, os Aliados iriam atacar o Japão, resultando "na destruição inevitável e completa das forças armadas japonesas e na igualmente inevitável devastação da pátria japonesa". A bomba atômica não foi mencionada no comunicado. Em 28 de julho, jornais japoneses noticiavam que a declaração havia sido rejeitada pelo governo japonês. Naquela tarde, o primeiro-ministro Kantaro Suzuki declarou numa conferência de imprensa que a Declaração de Potsdam não era mais que uma repetição (yakinaoshi) da Declaração do Cairo e que o governo pretendia ignorá-la (mokusatsu, "matar pelo silêncio"). A declaração foi feita por jornais japoneses e estrangeiros como uma clara rejeição da declaração. O Imperador Hirohito, que estava esperando por uma resposta soviética, não fez nenhum movimento para mudar a posição do governo.
Nos termos do Acordo de Quebec, feito em 1943 com o Reino Unido, os Estados Unidos haviam concordado que as armas nucleares não seriam usadas contra outro país sem consentimento mútuo. Em junho de 1945, o chefe da Missão Conjunta da equipe britânica, o Marechal Sir Henry Maitland Wilson, concordou que o uso de armas nucleares contra o Japão seria oficialmente registrado como uma decisão do Comitê de Política Conjunta. Em Potsdam, Truman concordou em um pedido de Winston Churchill para que o Reino Unido fosse representado quando a bomba atômica fosse lançada. William Penney e o capitão Leonard Cheshire foram enviados para Tinian, mas descobriram que LeMay não iria deixá-los acompanhar a missão. Tudo o que podiam fazer era enviar um sinal contundente de volta para Wilson.

### Bombas

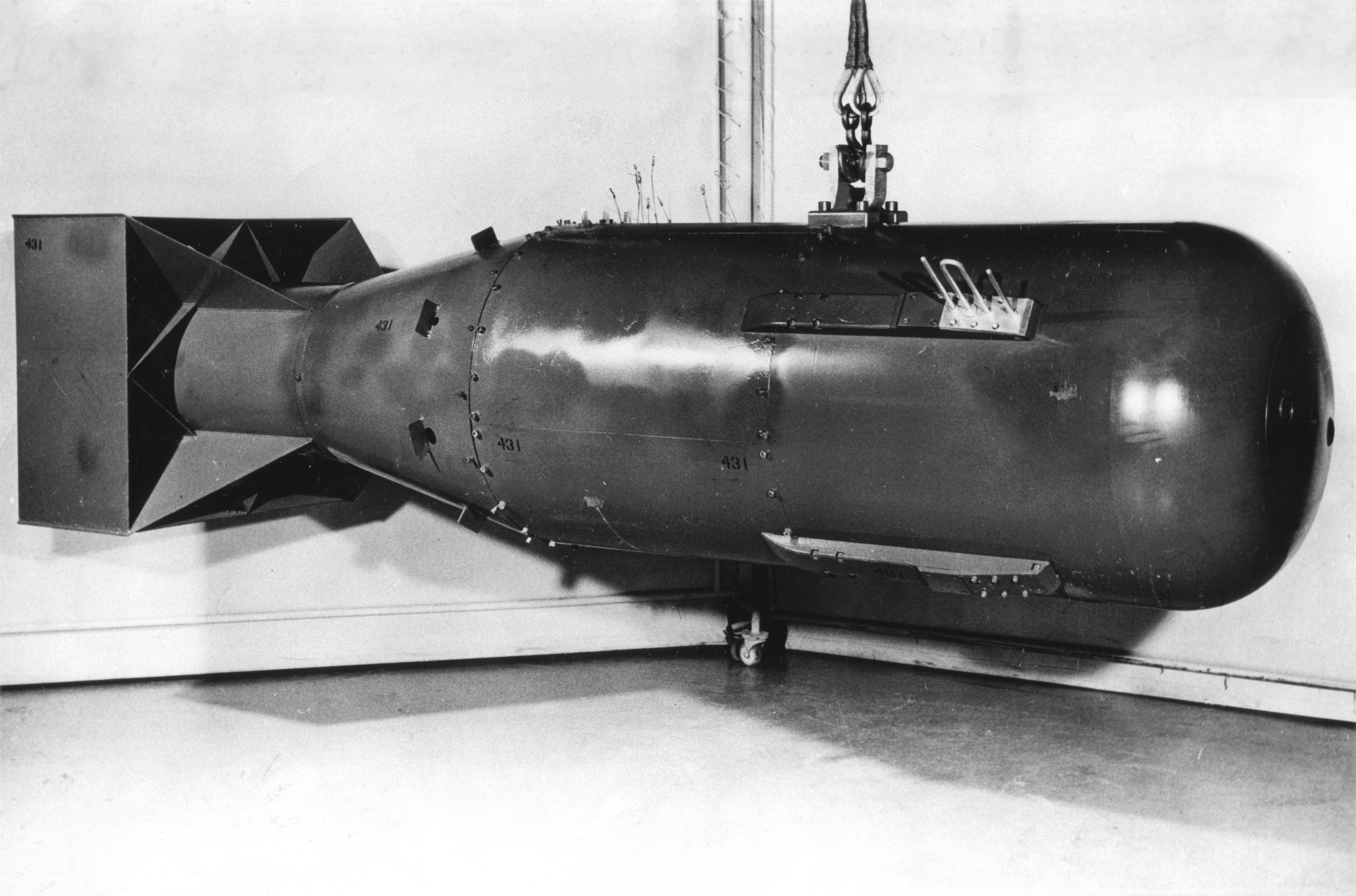
Réplica da Little Boy.

A bomba Little Boy, com exceção da carga de urânio, estava pronta no início de maio de 1945. O projétil de urânio-235 foi concluído em 15 de junho e o alvo em 24 de julho. O destino e a bomba pré-montada (bombas parcialmente montadas sem os componentes físseis) deixou o Hunters Point Naval Shipyard, na Califórnia, em 16 de julho, a bordo do cruzador USS Indianapolis, chegando em 26 de julho. As inserções aos alvos seguiram pelo ar em 30 de julho.
O primeiro núcleo de plutônio, juntamente com o iniciador de nêutrons modulados de polônio-berílio, foi transportado sob a custódia de Raemer Schreiber, do Projeto Alberta, em um campo de magnésio concebido para o feito por Philip Morrison. O magnésio foi escolhido porque não age como refletor de nêutrons. O núcleo partiu da Base Aérea de Kirtland em um avião de transporte C-54 do 320º Esquadrão do 509º Grupo Composto em 26 de julho e chegou a North Field em 28 de julho. Três explosivos pré-montados da Fat Man, designados como F31, F32 e F33, foram apanhados em Kirtland em 28 de julho por três B-29 do 393º Esquadrão de Bombardeio, além de um da 216ª Base Aérea da Força Aérea do Exército, e foram transportados para North Field, chegando em 2 de agosto.

## Hiroshima

### Hiroshima durante a Segunda Guerra Mundial

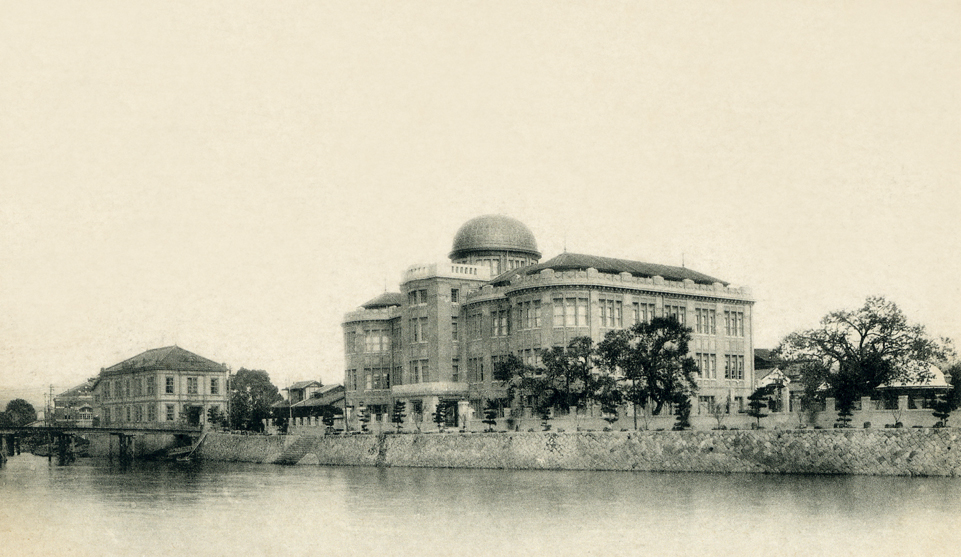
O Museu Comercial de Hiroshima em 1915, atualmente o Memorial da Paz de Hiroshima.

Na época do seu bombardeamento, Hiroshima era uma importante cidade industrial e militar. Algumas unidades militares estavam localizadas nas proximidades, a mais importante das quais era a sede do Segundo Exército Geral do Marechal Shunroku Hata (que comandava a defesa de todo o sul do Japão) e que estava localizada no Castelo de Hiroshima. O comando de Hata consistia em cerca de 400 mil homens, muitos dos quais estavam em Kyushu, onde uma invasão aliada foi corretamente prevista. Também presente em Hiroshima estava a sede do 59º Exército, da 5ª Divisão e da 224ª Divisão, uma unidade móvel recém-formada. A cidade era defendida por cinco baterias antiaéreas da 3ª Divisão antiaérea. No total, mais de 40 mil militares estavam estacionados na cidade.
Hiroshima era uma base de suprimentos e de logística de menor importância para os militares japoneses, mas também tinha grandes estoques de suprimentos militares. A cidade era um centro de comunicações, um porto-chave para o transporte marítimo e uma área de reunião para tropas. Era também a segunda maior cidade do Japão depois de Kyoto, que ainda não havia sido danificada por ataques aéreos, devido ao fato de que não dispunha de indústria de fabricação de aviões, que era o alvo prioritário o do XXI Comando de Bombardeio.

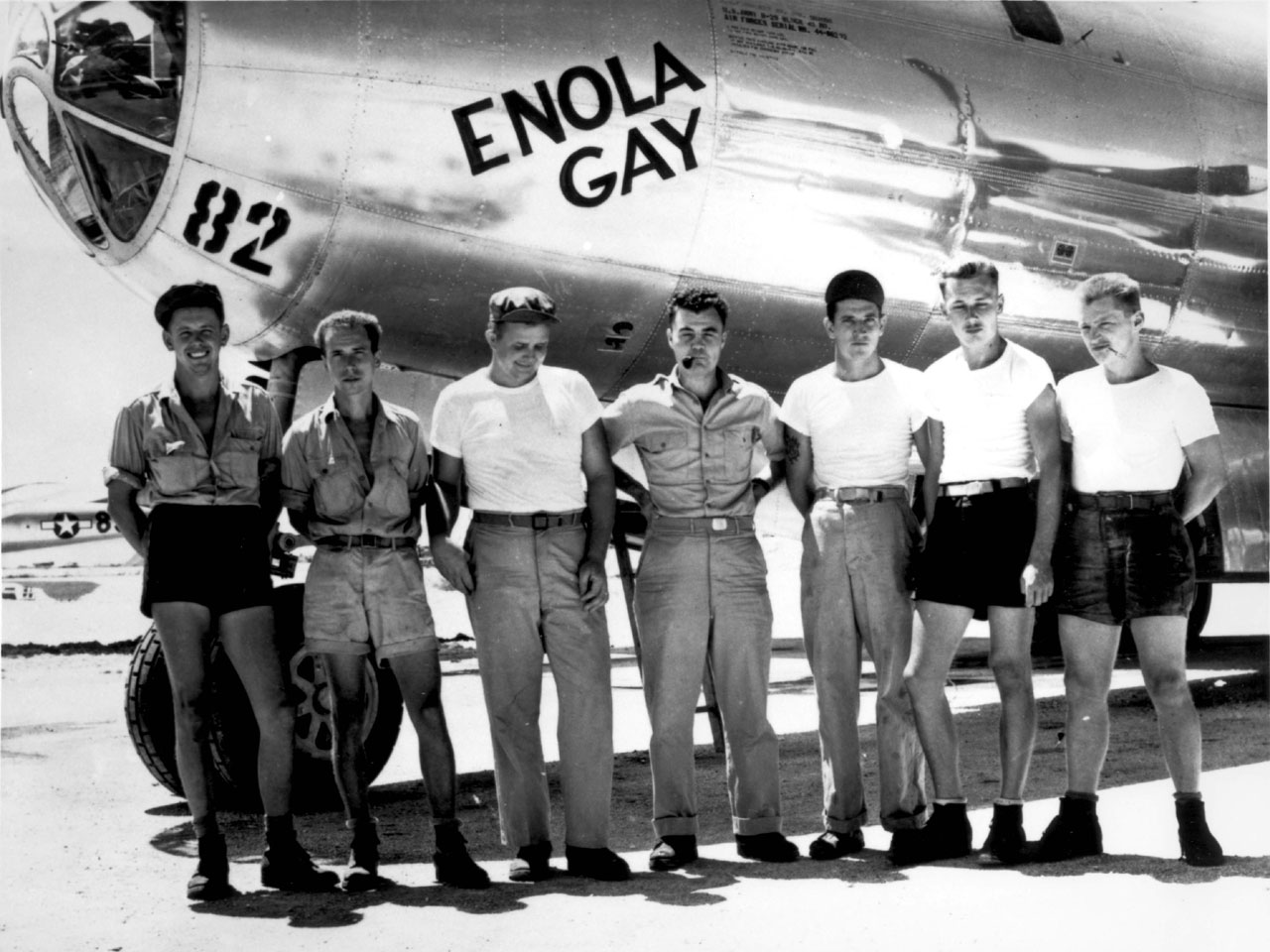
O Enola Gay e a sua tripulação, que lançou a bomba atômica"Little Boy" sobre Hiroshima.

O centro da cidade continha vários edifícios de concreto armado e estruturas mais leves. Fora do centro, a área estava congestionada por um denso aglomerado de oficinas de madeira, construídas entre as casas japonesas. Algumas plantas industriais maiores ficavam perto da periferia da cidade. As casas eram construídas de madeira com telhados de telha e muitos dos edifícios industriais também eram construídos em torno de estruturas de madeira. A cidade como um todo, era extremamente susceptível a danos por fogo.
A população de Hiroshima tinha atingido um máximo de mais de 381 mil habitantes no início da guerra, mas antes do bombardeio atômico, a população tinha diminuído de forma constante devido a uma evacuação sistemática ordenada pelo governo japonês. No momento do ataque, a população era de aproximadamente 340-350 mil pessoas. Os moradores se perguntavam por que Hiroshima havia sido poupada da destruição pelos bombardeios aliados. Alguns especulavam que a cidade estava para ser salva para se tornar a sede da ocupação norte-americana, outros que talvez seus parentes no Havaí e na Califórnia tinham apelado ao governo dos Estados Unidos para evitar o bombardeio de Hiroshima. As autoridades da cidade, mais realistas, tinham ordenado a derrubada de edifícios para criar longas retas de aceiros a partir de 1944. Os aceiros continuaram a ser ampliados até a manhã de 6 de agosto de 1945.

### O bombardeamento

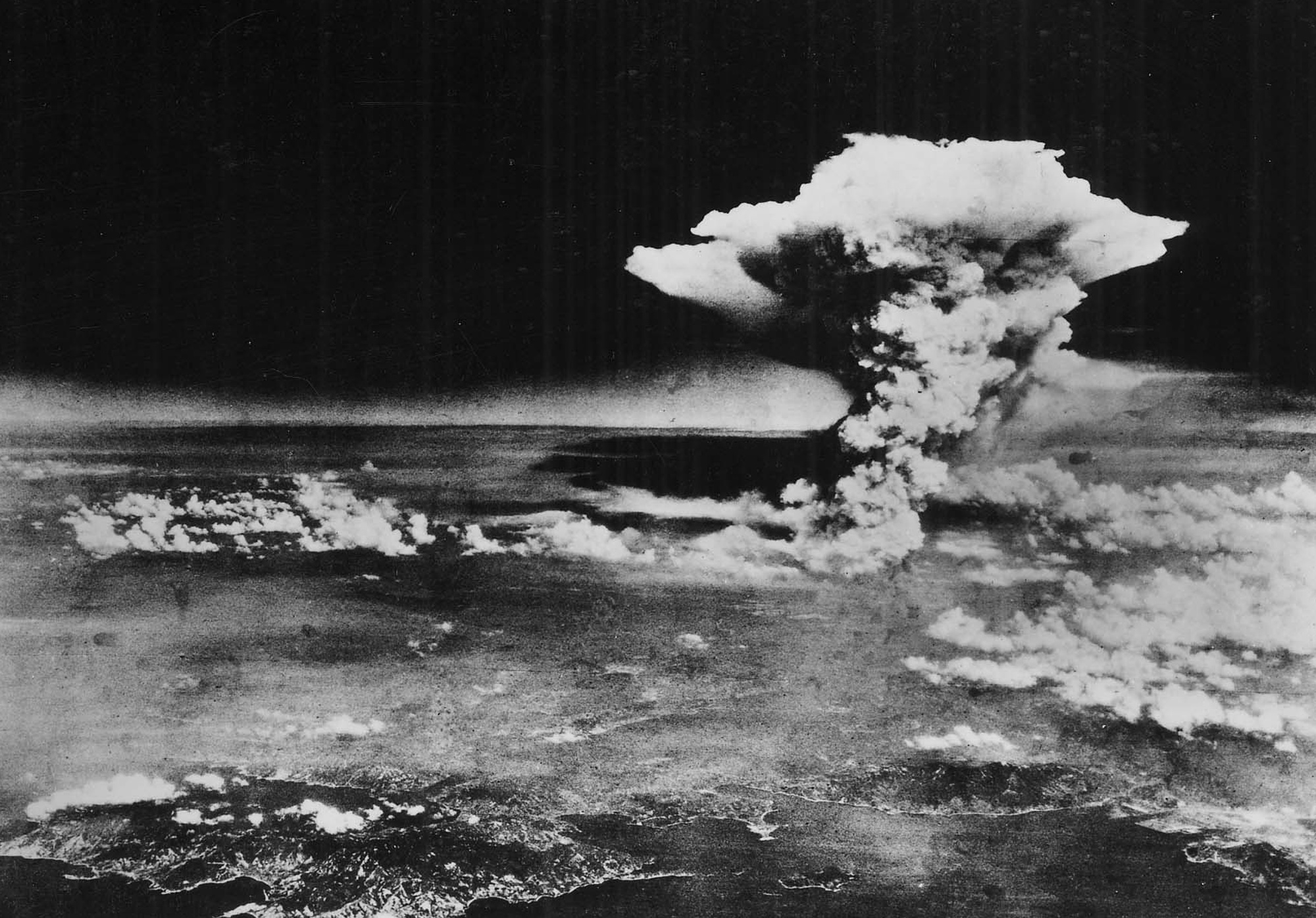
Imagem da nuvem atômica de Hiroshima, que se acredita ter sido formada cerca de 30 minutos após a detonação a cerca de 10 km a leste do hipocentro.

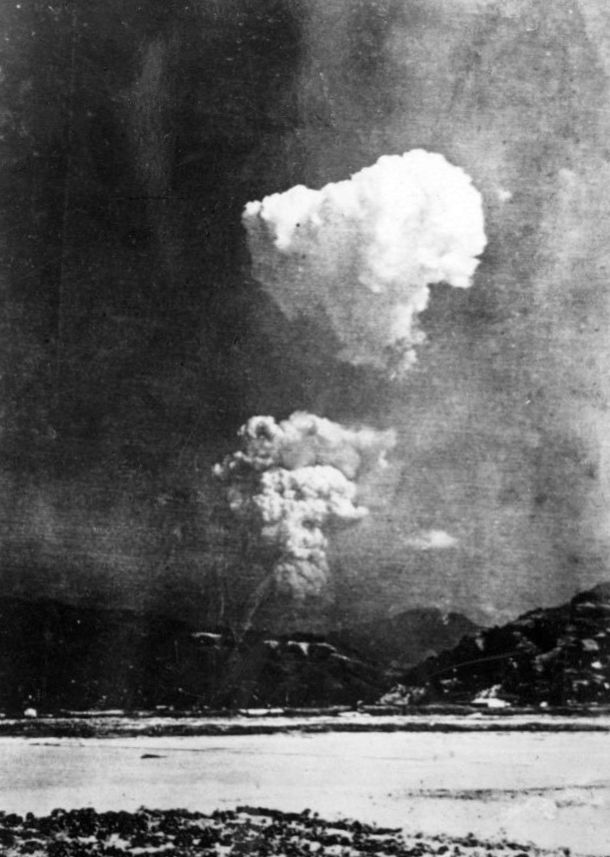
Imagem encontrada na Escola Fundamental de Honkawa em 2013 da nuvem atômica

Hiroshima era o alvo principal da primeira missão de bombardeio nuclear em 6 de agosto, sendo Kokura e Nagasaki como alvos alternativos. O B-29 Enola Gay, do 393º Esquadrão de Bombardeio, pilotado por Tibbets, decolou de North Field, em Tinian, há cerca de seis horas de voo do Japão. O Enola Gay (em homenagem a mãe de Tibbets) foi acompanhado por outros dois B-29. The Great Artiste, comandado pelo Major Charles Sweeney e carregando instrumentos, e um avião então sem nome (mais tarde chamado de Necessary Evil), comandado pelo capitão George Marquardt, serviu como a aeronave de fotografia.
Depois de deixar Tinian a aeronave fez o seu caminho separado para Iwo Jima, para o encontro com Sweeney e Marquardt às 05h55 a 9 200 pés (2 800 m) e percurso definido para o Japão. A aeronave chegou em cima do alvo com visibilidade clara a 31 060 pés (9 470 m). Parsons, que estava no comando da missão, armou a bomba durante o voo para minimizar os riscos durante a decolagem. Ele tinha testemunhado quatro aviões B-29 baterem e queimarem na decolagem e temia que uma explosão nuclear pudesse ocorrer se um B-29 caísse com uma Little Boy armada a bordo. Seu assistente, o tenente Morris R. Jeppson, retirou os dispositivos de segurança 30 minutos antes de atingir a área do alvo.
Durante a noite entre 5 e 6 de agosto, alertas de radares japoneses detectaram a aproximação de inúmeros aviões norte-americanos se dirigindo para o sul do Japão. O radar detectou 65 bombardeiros em direção a cidade de Saga, 102 com destino a Maebashi, 261 a caminho de Nishinomiya, 111 para Ube e 66 com destino a Imabari. Um alerta foi dado e a radiodifusão foi suspensa em várias cidades, entre elas Hiroshima. O alerta de evacuação soou em Hiroshima às 00h05. Cerca de uma hora antes do bombardeio, o alerta de ataque aéreo soou novamente, quando Straight Flush sobrevoou a cidade. O alerta soou sobre Hiroshima novamente às 07h09.
Às 08:09 Tibbets começou a armar as bombas e entregou o controle do seu bombardeiro para o major Thomas Ferebee. O lançamento às 08h15 (horário de Hiroshima) correu como planejado e a Little Boy, com cerca de 64 kg de urânio-235, levou 44,4 segundos para cair do avião voando a cerca de 31 000 pés (9 400 m) a uma altura de detonação de cerca de 1 900 pés (580 m) acima da cidade O Enola Gay viajou 11,5 km (18,5 km) antes de ser atingido pelas ondas de choque da explosão.
Devido ao vento cruzado, a bomba errou o ponto de alvo, a Ponte Aioi, por cerca de 800 pés (240 m) e detonou diretamente sobre o Hospital Shima. Isto criou uma explosão equivalente a 16 quilotons de TNT (67 TJ), ± 2 kt. A arma foi considerado muito ineficiente, com apenas 1,7% de sua fissão material. O raio de destruição total foi de cerca de 1,6 quilômetro, com incêndios subsequentes em 11 quilômetros quadrados.
Pessoas na área relataram ter visto um clarão brilhante seguido de um estrondo alto. Entre 70-80 mil pessoas, das quais 20 mil eram soldados, ou cerca de 30% da população de Hiroshima, foram mortos pela explosão e os consequentes incêndios e outras 70 mil ficaram feridos.

### Acontecimentos em terra
Alguns dos edifícios de concreto armado em Hiroshima tinham sido muito fortemente construídos por causa do perigo de terremotos no Japão e suas estruturas não entraram em colapso, embora eles estivessem localizados bem perto do centro da explosão. Uma vez que a bomba foi detonada no ar, a explosão foi dirigida mais para baixo do que para os lados, o que foi o grande responsável pela sobrevivência do Museu Comercial de Hiroshima, agora conhecida como Memorial da Paz de Hiroshima. Este edifício foi projetado e construído pelo arquiteto tcheco Jan Letzel e estava a apenas 150 metros do ponto zero da explosão nuclear. A ruína foi considerada um Patrimônio Mundial pela UNESCO em 1996, apesar das objeções de Estados Unidos e China, que expressaram reservas sobre o fundamento de que outros países asiáticos sofreram perdas materiais e de vidas maior e que um foco sobre o Japão não tinha perspectiva histórica.
Os norte-americanos estimam que 12 quilômetros quadrados da cidade foram destruídos. As autoridades japonesas determinaram que 69% das construções de Hiroshima foram destruídas e outras 6-7% danificadas. O bombardeio iniciou incêndios que se espalham rapidamente pelas casas feitas de madeira e papel. Como em outras cidades japonesas, os aceiros se mostraram ineficazes.
Bombardeamento de Hiroshima
- Hiroshima após a explosão nuclear
- Ordem de ataque para o bombardeio de Hiroshima publicada em 5 de agosto de 1945
- O Domo do Genbaku depois do bombardeamento
- As partes escuras mostram as marcas deixadas pelas roupas que esta vítima usava durante o clarão que causou queimaduras na pele

Eizo Nomura foi o sobrevivente mais próximo do hipocentro. Ele estava no porão de um edifício de concreto armado (que se manteve como casa de descanso depois da guerra) apenas a 170 metros 0 pés) do centro da explosão no momento do ataque. Ele viveu até os seus 80 anos. Akiko Takakura estava entre os sobreviventes mais próximas do hipocentro da explosão. Ela tinha estado no sólido edifício do Banco de Hiroshima, a apenas 300 metros do centro do ataque.
Mais de 90% dos médicos e 93% dos enfermeiros de Hiroshima foram mortos ou feridos, a maioria estava no centro da cidade, que foi o mais danificado. Os hospitais foram destruídos ou seriamente danificados. Apenas um médico, Terufumi Sasaki, permaneceu de plantão no Hospital da Cruz Vermelha. No entanto, no início da tarde, a polícia e os voluntários tinham estabelecido centros de evacuação em hospitais, escolas e estações de bondes e um necrotério foi estabelecido na biblioteca Asano.
|                                               |  |                                                |
| Maquete de Hiroshima antes do bombardeamento. |  | Maquete de Hiroshima depois do bombardeamento. |

A maioria dos soldados na sede do 2º Exército geral estava em treinamento físico no Castelo de Hiroshima, apenas 820 metros a partir do hipocentro. O ataque matou 3 243 soldados no chão. A sala de comunicações da sede do Distrito Militar Chugoku, que era responsável pela emissão e levantamento de avisos de ataques aéreos, estava em uma semi-caverna no castelo. Yoshie Oka (1931-2017), uma estudante da Escola Feminina de Ensino Médio Hijiyama, que tinha sido mobilizada para servir como uma oficial de comunicações tinha acabado de enviar uma mensagem de que o alarme havia sido emitido para Hiroshima e Yamaguchi, quando a bomba explodiu. Ela usou um telefone especial para informar a sede de Fukuyama que "Hiroshima foi atacada por um novo tipo de bomba. A cidade está em um estado de destruição quase total".
O prefeito da cidade, Senkichi Awaya, foi morto enquanto comia com seu filho e neta na residência oficial, o marechal Hata, que foi apenas ligeiramente ferido, assumiu a administração da cidade e coordenou os esforços de resgate. Muitos de sua equipe haviam sido mortos ou fatalmente feridos, incluindo um príncipe coreano da Dinastia Joseon, Yi Wu, que estava servindo como tenente-coronel do Exército Imperial Japonês. Um oficial sobrevivente de Hata, o coronel Kumao Imoto, atuou como seu chefe de gabinete. o porto de Hiroshima foi danificado e os soldados de lá usaram barcos suicidas destinados a repelir a invasão norte-americana para resgatar os feridos e levá-los pelos rios para o hospital militar de Ujina. Caminhões e trens trouxeram suprimentos de emergência e evacuaram os sobreviventes da cidade.
Doze pilotos norte-americanos que foram presos na sede da Polícia Militar de Chugoku, localizados cerca de 400 metros do hipocentro da explosão. A maioria morreu instantaneamente, embora tenha sido relatado que dois deles foram executados por seus captores e dois presos gravemente feridos pelo bombardeio foram deixados ao lado da Ponte Aioi pelo Kempeitai, onde foram apedrejados até a morte.

### Percepção japonesa do bombardeamento
O conhecimento por parte de Tóquio do que realmente tinha causado o desastre veio do anúncio público da Casa Branca, em Washington, dezesseis horas após o ataque nuclear a Hiroshima.
O operador de controle da Japanese Broadcasting Corporation, em Tóquio, reparou que a estação de Hiroshima tinha saído do ar. Ele tentou restabelecer o seu programa usando outra linha telefónica, mas esta também falhou. Cerca de 20 minutos mais tarde, o centro telegráfico de Tóquio verificou que a principal linha telegráfica tinha deixado de funcionar logo ao norte de Hiroshima. De algumas pequenas estações de ferroviárias a menos de 16 km da cidade chegaram notícias não oficiais e confusas de uma terrível explosão em Hiroshima. Todas estas notícias foram transmitidas para o Quartel General do Estado-Maior japonês.
|                                    |  |                                     |
| Hiroshima antes do bombardeamento. |  | Hiroshima depois do bombardeamento. |

Bases militares tentaram repetidamente chamar a Estação de Controle do Exército em Hiroshima. O silêncio completo daquela cidade confundiu os homens do Quartel-General; eles não sabiam sobre a ocorrência de qualquer grande ataque inimigo e que não havia uma grande quantidade de explosivos em Hiroshima naquele momento. Um jovem oficial do Estado-Maior japonês foi instruído para que voasse imediatamente a Hiroshima para aterrar, observar os danos, regressar a Tóquio e apresentar ao Estado-Maior informações fiáveis. A opinião mais ou menos geral, no Quartel-General, era de que nada de importante ocorrera, que tudo não passava de um terrível rumor deflagrado por algumas centelhas de verdade.
Os oficiais dirigiram-se ao aeroporto e decolaram em direção a sudoeste. Após voar durante aproximadamente três horas, ainda a uma distância de 160 km de Hiroshima, eles e o piloto viram uma imensa nuvem de cogumelo formada pela explosão da bomba. Na tarde ensolarada, os restos de Hiroshima ardiam. O avião em breve chegou à cidade, em volta da qual ambos faziam círculos sem acreditar no que viam. Uma grande cicatriz no solo ainda queimava, coberta por uma pesada nuvem de fumaça, era tudo o que restava. Aterraram a sul da cidade e o oficial, após contactar Tóquio, começou imediatamente a organizar medidas de socorro.
O envenenamento por radiação e/ou necrose causou doenças e morte após o bombardeamento em cerca de 1% dos que sobreviveram à explosão inicial. Até ao final de 1945, mais alguns milhares de pessoas morreram devido ao envenenamento por radiação, aumentando o número de mortos para cerca de 90 mil seres humanos. Desde então, cerca de mais 10 mil pessoas morreram devido a causas relacionadas à radiação. De acordo com a cidade de Hiroshima, em 6 de agosto de 2005, o número total de mortos entre as vítimas do bombardeamento era de 242 437. Este número inclui todas as pessoas que estavam na cidade no momento em que a bomba explodiu, ou que foram, mais tarde, expostas à cinza nuclear e, consequentemente, morreram.
Segue o depoimento Sumie Kuramoto, que presenciou o ataque aos dezesseis anos de idade:
| “ | Nunca esquecerei esse momento. Pouco depois das 8 da manhã, houve um estrondo, uma explosão reverberante e, no mesmo instante, um clarão de luz amarelo-alaranjado entrou pelo vidro do telhado. Ficou tudo tão escuro como noite. Um golpe de vento atirou-me no ar e a seguir no chão, contra as pedras. A dor estava apenas brotando quando o prédio começou a ruir em torno de mim. | ” |

| “ | Aos poucos o ar se aclarou e eu consegui sair dos destroços. No caminho para um dos centros de emergência vi muita confusão. As ruas estavam tão quentes que queimavam meus pés. Casas ardiam, os trilhos de bonde irradiavam uma luz sinistra e no local de um templo pessoas se amontoavam. Algumas respiravam, a maioria estava imóvel. No pronto-socorro chegava gente correndo, as roupas rasgadas, chorando, gritando. Alguns tinham o rosto ensanguentado e inchado, outros tinham a pele queimada caindo aos frangalhos de seus braços e pernas. Em um bonde vi fileiras de esqueletos brancos. Havia também os ossos de pessoas que tentaram fugir. Hiroshima tinha se tornado num verdadeiro inferno." | ” |

## Eventos de 7 a 9 de agosto
Após o bombardeamento a Hiroshima, o Presidente Truman anunciou: "Se eles não aceitam os nossos termos, podem esperar uma chuva de fogo vinda do ar nunca antes vista na Terra." Em 8 de agosto de 1945, panfletos foram jogados e avisos foram dados por intermédio da Rádio Saipan. A campanha de panfletos já durava cerca de um mês quando estes foram lançados sobre Nagasaki, em 10 de agosto. Uma tradução em língua inglesa desse panfleto está disponível em PBS.
O governo japonês não reagiu. O Imperador Hirohito, o governo e o conselho de guerra consideraram quatro condições para a rendição: a preservação do kokutai (instituição imperial e da política nacional), pressuposto pela responsabilidade imperial para o desarmamento e a desmobilização, nenhuma ocupação do arquipélago japonês, da Coreia ou de Formosa, e que a delegação da punição dos criminosos de guerra ficasse com o governo japonês.
O ministro do exterior soviético, Vyacheslav Molotov, informou Tóquio sobre a revogação unilateral do pacto nipônico-soviético no dia 5 de agosto. Aos dois minutos depois da meia-noite em 9 de agosto, horário de Tóquio, infantaria, blindados e forças aéreas soviéticas haviam lançado a Ofensiva Estratégica na Manchúria. Quatro horas mais tarde, chegou a Tóquio a notícia sobre a declaração de guerra oficial da União Soviética. A liderança sênior do exército japonês começou então os preparativos para impor a lei marcial no país, com o apoio do Ministro da Guerra, Korechika Anami, a fim de impedir que alguém tentasse fazer um acordo de paz.
Em 7 de agosto, um dia depois de Hiroshima ter sido destruída, Dr. Yoshio Nishina e outros físicos atômicos chegaram à cidade e examinaram cuidadosamente os danos. Então, quando voltaram para Tóquio, disseram ao governo que Hiroshima havia sido de fato destruída por uma bomba atômica. O almirante Soemu Toyoda, o Chefe do Estado-Maior Naval, estimou que havia mais de uma ou duas bombas adicionais que poderiam ser preparadas assim que decidiu apoiar os ataques restantes, reconhecendo que "não haveria mais destruição, mas a guerra continuaria." Os decifradores norte-americanos Magic interceptaram mensagens dos japoneses.
Purnell, Parsons, Tibbets, Spaatz e LeMay reuniram-se em Guam, no mesmo dia, para discutir o que devia ser feito em seguida. Uma vez que não havia nenhuma indicação de que o Japão se renderia, decidiram então avançar com o lançamento de outro artefato nuclear. Parsons disse que o Projeto Alberta iria tê-la pronta até 11 de agosto, mas Tibbets apontou para analisar os relatórios que indicavam condições de voo ruins nesse dia devido a uma tempestade e perguntou se a bomba poderia ser preparada para 9 de agosto. Parsons concordou em tentar fazê-lo.

## Nagasaki
Eu percebo o significado trágico da bomba atômica ... É uma responsabilidade terrível que chegou até nós ... Agradecemos a Deus que veio a nós, em vez de ir para os nossos inimigos; e oramos para que Ele nos guie para usá-la em Seus caminhos e para Seus propósitos.— Presidente Harry S. Truman, 9 de agosto de 1945

### Nagasaki durante a Segunda Guerra Mundial

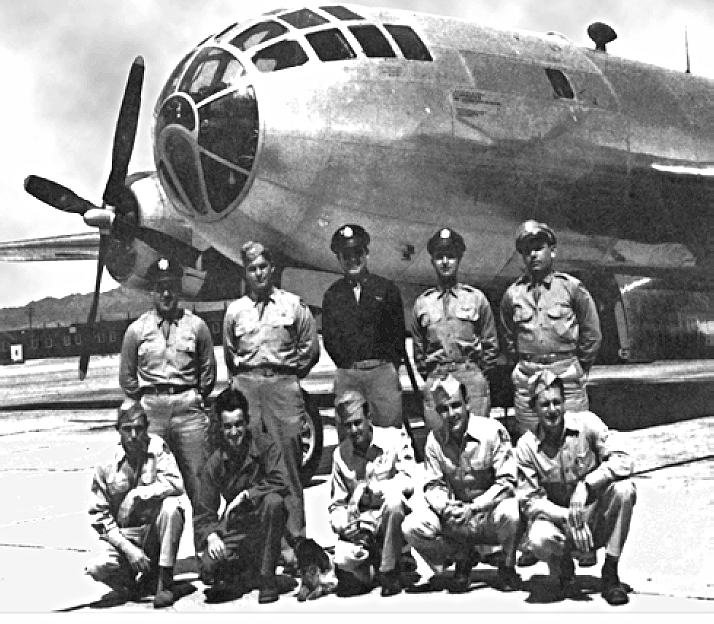
O Bockscar e sua tripulação, que lançou a bomba atômica "Fat Man" sobre Nagasaki.

A cidade de Nagasaki era um dos maiores portos do sul do Japão e era de grande importância em tempos de guerra devido à sua abrangente atividade industrial, que incluía a produção de material bélico, navios, equipamentos militares e outros materiais de guerra. As quatro maiores empresas na cidade eram a Mitsubishi Shipyards, a Electrical Shipyards, a Arms Plant e a Steel and Arms Works, que empregavam cerca de 90% da força de trabalho da cidade e eram responsável por 90% da indústria local. Apesar de ser um importante centro industrial, Nagasaki tinha sido poupada dos bombardeios aliados, porque a sua geografia tornava sua localização difícil à noite com o radar AN/APQ-13.
Ao contrário das outras cidades-alvo, Nagasaki não tinha sido excluída dos limites dos bombardeiros pela diretiva do Joint Chiefs of Staff de 3 de julho e foi bombardeada em pequena escala em cinco ocasiões. Durante uma dessas invasões, em 1 de agosto, uma série de bombas convencionais foram lançadas sobre a cidade. Algumas acertaram os estaleiros e portos na região sudoeste da cidade e várias atingiram a Mitsubishi Steel and Arms Works. No início de agosto, a cidade foi defendida pelo IJA 134º Regimento Antiaéreo da 4ª Divisão Antiaérea com quatro baterias de 7 cm de armas antiaéreas e duas baterias de holofotes.
Em contraste com Hiroshima, quase todos os edifícios eram de construção tradicional antiquada, que eram basicamente constituídos por madeira (com ou sem gesso) e telhados. Muitas das pequenas indústrias e estabelecimentos comerciais também estavam localizados em edifícios de madeira ou de outros materiais não concebidos para suportar explosões. Nagasaki cresceu por muitos anos sem obedecer um plano urbanístico; as residências foram erguidas ao lado de edifícios de fábricas, quase tão perto quanto possível, ao longo de todo o vale industrial. No dia do atentado, cerca de 263 mil pessoas estavam em Nagasaki, incluindo 240 mil residentes japoneses, 10 mil moradores coreanos, 2,5 mil trabalhadores coreanos recrutados, 9 mil soldados japoneses, 600 trabalhadores chineses recrutados e 400 prisioneiros de guerra aliados em um acampamento ao norte de Nagasaki.

### O bombardeio
A responsabilidade para o momento do segundo ataque nuclear foi delegada para Tibbets. Agendado para 11 de agosto contra Kokura, o ataque foi antecipado em dois dias para evitar um período de cinco dias de mau tempo previsto para começar a 10 de agosto. Três bombas já fabricadas tinham sido transportadas para Tinian, com as marcas F-31, F-32 e F-33 em seus exteriores. Em 8 de agosto um ensaio geral foi realizado nos arredores de Tinian por Sweeney usando o Bockscar como avião de ataque. A F-33 foi usada para testar os componentes e a F-31 foi designada para a missão de 9 de agosto.

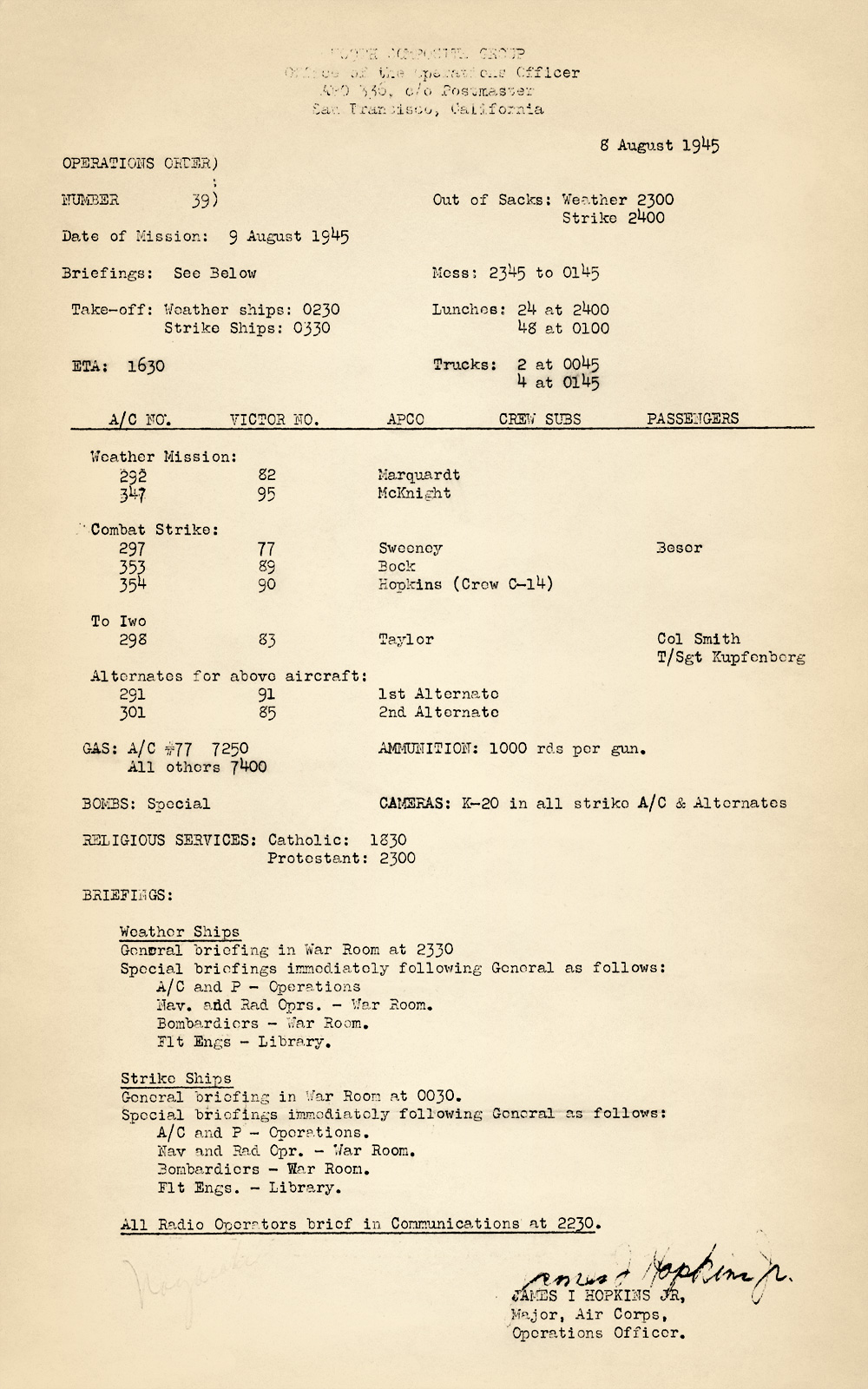
Ordem de ataque para o bombardeio de Nagasaki, como publicado 8 de agosto de 1945

Às 03:49 da manhã de 9 de agosto de 1945 o Bockscar, pilotado pela equipe de Sweeney, foi carregado com a Fat Man, tendo Kokura como o alvo principal e Nagasaki como o alvo secundário. O plano da missão para o segundo ataque era quase idêntico ao da missão Hiroshima, com dois B-29 voando uma hora à frente e dois B-29 adicionais para instrumentação e suporte fotográfico da missão. Sweeney decolou com sua arma já armada, mas com as fichas de segurança elétrica ainda envolvidas.
Durante a inspeção pré-voo do Bockscar, o engenheiro de voo comunicou a Sweeney que uma bomba inoperante de transferência de combustível tornou impossível usar 2 400 litros de combustível transportados num tanque de reserva. Este combustível ainda teria de ser usado por todo o caminho para o Japão, enquanto para a volta o consumo seria ainda maior. A substituição da bomba levaria horas; mover a Fat Man para outra aeronave poderia demorar o mesmo tempo, além de ser perigoso. Tibbets e Sweeney, portanto, elegeram o Bockscar para continuar a missão.
Desta vez Penney e Cheshire foram autorizados a acompanhar a missão voando como observadores no terceiro avião, o Big Stink, pilotado pelo oficial de operações do grupo, o major James I. Hopkins Jr. Observadores a bordo dos aviões meteorológicos relataram que ambos os alvos estavam claros. Quando a aeronave de Sweeney chegou ao ponto de montagem para seu voo largo da costa do Japão, Big Stink não conseguiu fazer o encontro. De acordo com Cheshire, Hopkins foi em diferentes alturas, 2,7 mil metros mais alto do que ele deveria ter ido e não estava voando círculos apertados sobre Yakushima, como previamente acordaram com Sweeney e capitão Frederick C. Bock, que estava pilotando o The Great Artiste, o B-29 de apoio. Em vez disso, Hopkins estava voando 64 km dos padrões. Embora não tenha sido ordenado a circular mais de 15 minutos, Sweeney continuou a esperar por Big Stink, a pedido de Ashworth, que estava no comando da missão.

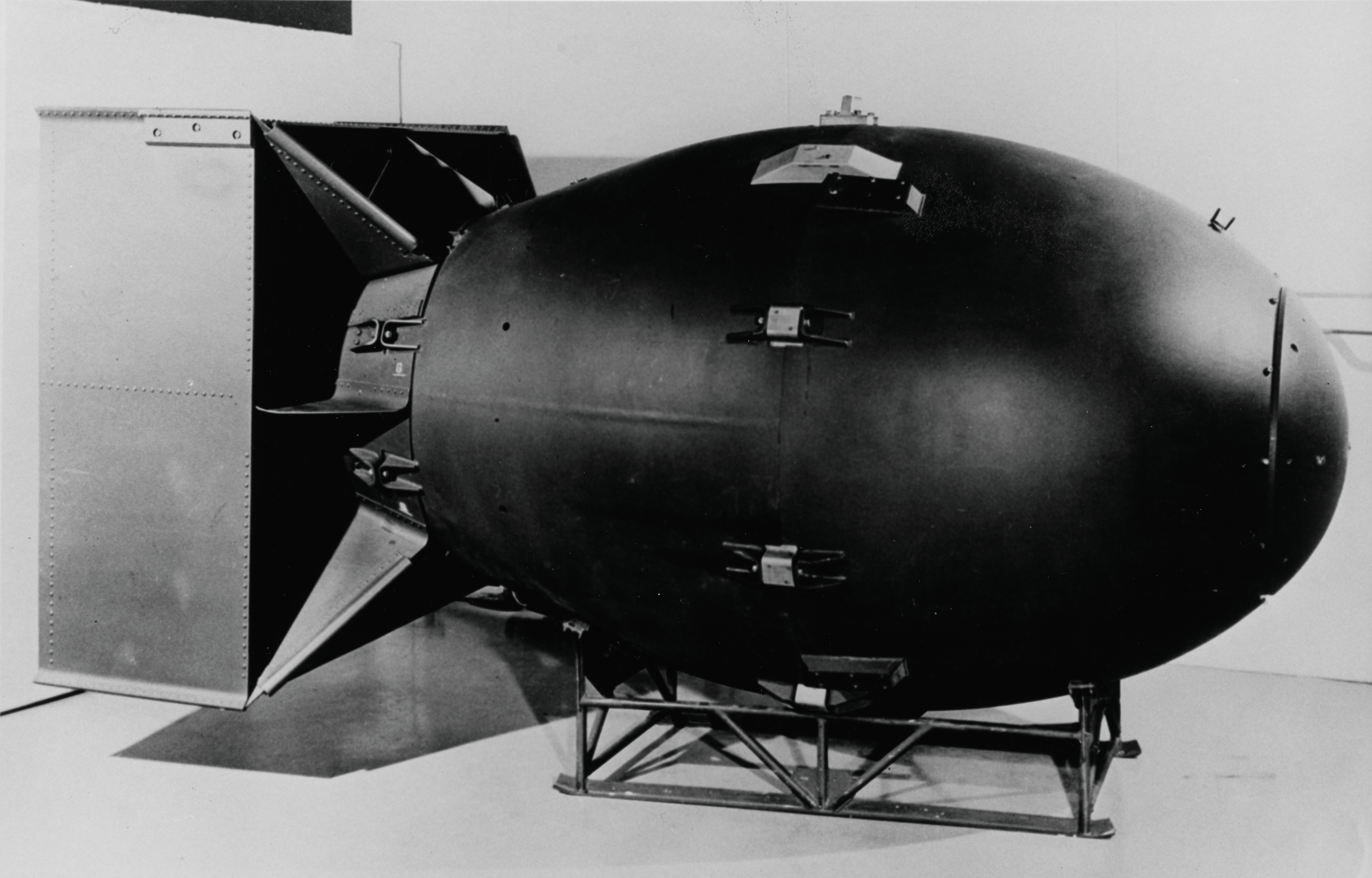
Modelo pós-guerra da bomba Fat Man.

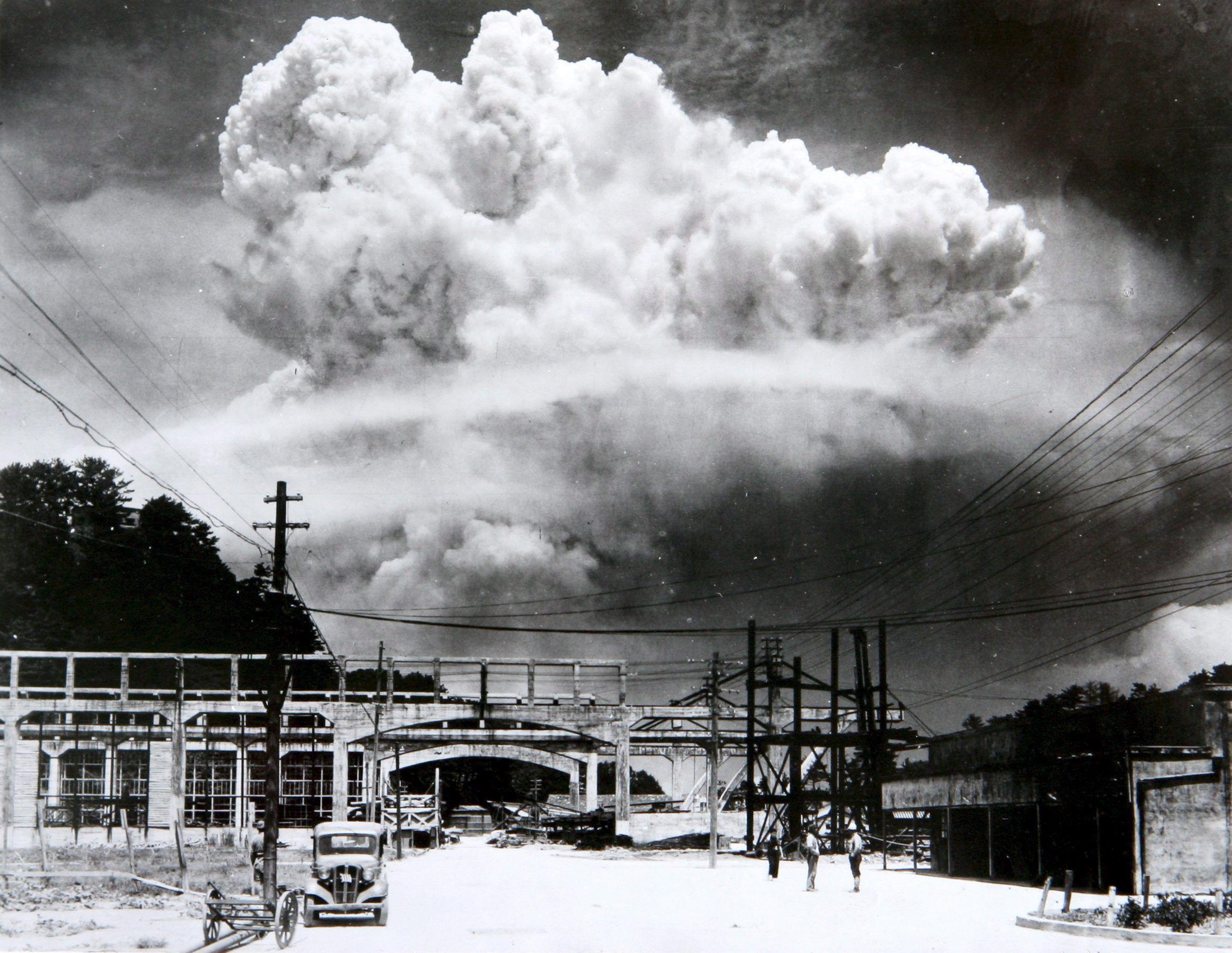
Nuvem atômica sobre a cidade de Nagasaki

Depois de ultrapassar o limite de tempo de partida original por uma meia hora, o Bockscar, acompanhado pelo The Great Artiste, passou a a 30 minutos de distância de Kokura. O atraso no encontro resultou com nuvens e fumaça de incêndios iniciados por uma grande operação de bombardeamento feita por 224 aeronaves B-29 na vizinha Yahata, no dia anterior. Além disso, o Yawata Steel Works queimava intencionalmente alcatrão de hulha, para produzir fumaça negra. As nuvens e a fumaça resultavam na cobertura de 70% da área sobre Kokura, obscurecendo o ponto de mira. A queima de combustível expôs o avião várias vezes para as defesas pesadas de Yawata, mas o bombardeiro não foi capaz de avançar visualmente.
Após três voos sobre a cidade e com o combustível acabando por causa da bomba de combustível quebrada, eles se dirigiram para o alvo secundário, Nagasaki. Cálculos do consumo de combustível feitos em rota indicaram que o Bockscar tinha combustível suficiente para chegar a Iwo Jima e seria forçado a desviar para Okinawa. Depois de inicialmente decidir que se Nagasaki fosse obscurecida em sua chegada a tripulação iria levar a bomba para Okinawa e descartá-la no oceano se necessário, Ashworth decidiu que uma abordagem com o uso de radar seria usada se o alvo foi obscurecida.
Por volta das 07:50, horário japonês, um alerta de ataque aéreo soou em Nagasaki. Quando apenas dois B-29 foram avistados às 10:53, os japoneses aparentemente assumiram que os aviões se encontravam em missão de reconhecimento e nenhum outro alarme foi dado.

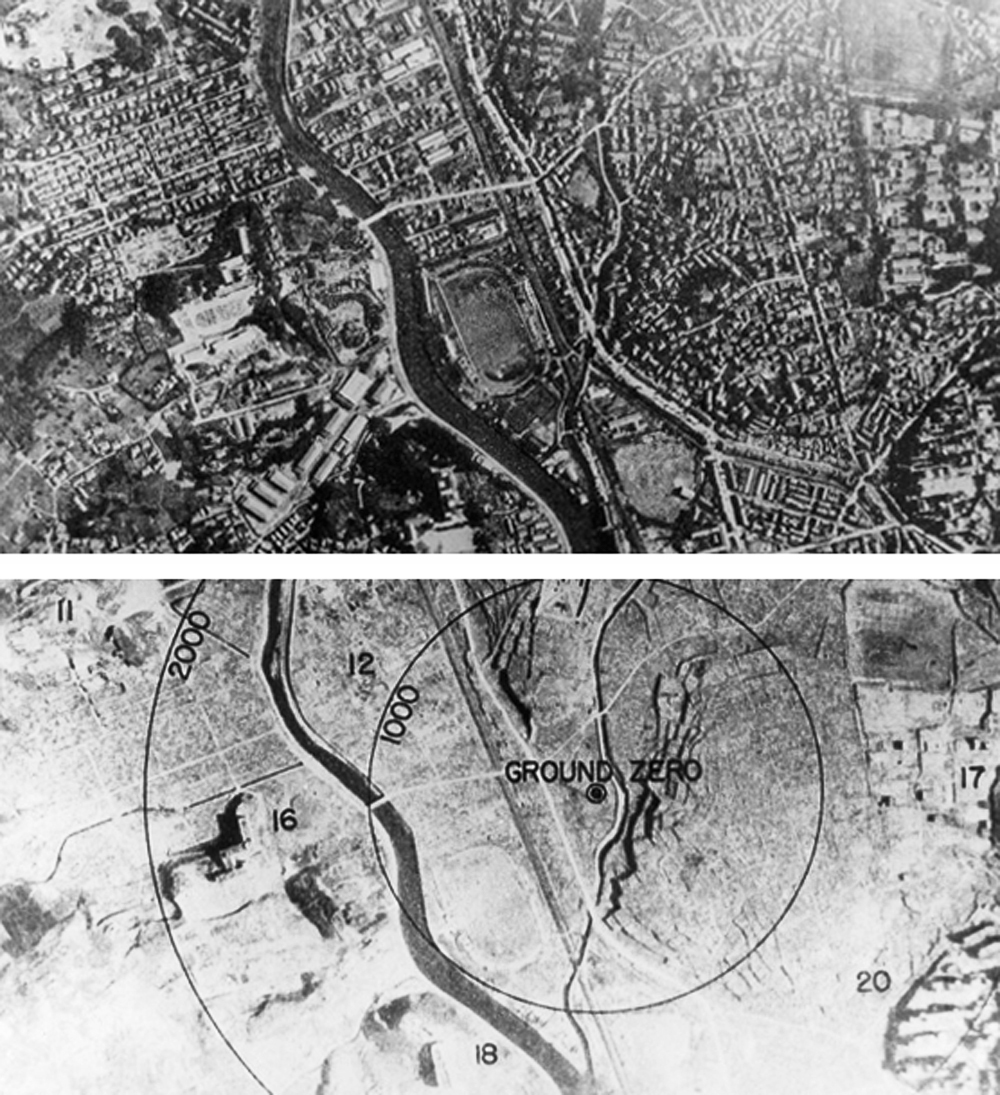
Nagasaki antes e depois do ataque nuclear.

Poucos minutos depois, às 11:00, The Great Artiste largou a instrumentação amarrada a três paraquedas. Esses instrumentos também continham uma carta sem assinatura para o professor Ryokichi Sagane, um físico da Universidade de Tóquio, que estudou com três dos cientistas responsáveis pela bomba atômica na Universidade da Califórnia em Berkeley, instando-o a dizer ao público sobre o perigo envolvido com essas armas de destruição em massa. As mensagens foram encontradas pelas autoridades militares, mas não foi entregue a Sagane até um mês depois do ocorrido. Em 1949 um dos autores da carta, Luis Alvarez, se reuniu com Sagane e assinou o documento.
Às 11:01, uma abertura de última hora nas nuvens sobre Nagasaki permitiu ao artilheiro do Bockscar, o capitão Kermit Beahan, ter acesso visual ao alvo encomendado. A bomba Fat Man, contendo um núcleo de cerca de 6,4 kg de plutônio, foi lançada sobre o vale industrial da cidade. Ela explodiu 47 segundos depois, 503 metros acima de um campo de tênis, no meio do caminho entre a fábrica de aço e de torpedos da Mitsubishi no norte do país. A explosão ocorreu a cerca de 3 km a noroeste do hipocentro planejado; a explosão foi confinado pelo Vale de Urakami e uma grande parte da cidade foi protegida pelas colinas intervenientes. A explosão resultante teve um rendimento equivalente a 21 kt explosão (88 TJ), ± 2 kt, e gerou um calor estimado em 3 900 °C com ventos que foram estimados em 1 005 km/h.

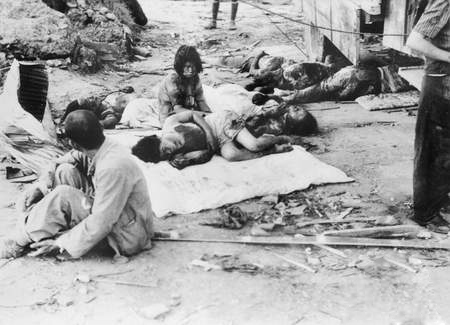
Vários civis gravemente feridos em Nagasaki

O Big Stink testemunhou a explosão a uma centena de quilômetros de distância e voou por cima para observar. Devido aos atrasos na missão e com a bomba de transferência de combustível inoperante, o Bockscar não tinha combustível suficiente para chegar ao campo de pouso de emergência em Iwo Jima, de modo que Sweeney e Bock voaram para Okinawa. Chegando lá, Sweeney circulou por 20 minutos tentando entrar em contato com a torre de controle para a aterrissagem, quando finalmente concluiu que o rádio estava com defeito. Com combustível em níveis críticos, o Bockscar mal chegou à pista Base Aérea Yontan, em Okinawa. Com combustível suficiente apenas para uma tentativa de pouso, Sweeney e Albury colocaram o Bockscar a 240 km/h, em vez dos normais 190 km/h, disparando fachos de socorro para alertar o campo do pouso. O motor número dois parou de funcionar por falta de combustível quando o Bockscar começou sua aproximação final. Com um pouso difícil na pista, o pesado B-29 girou à esquerda e em direção a uma fileira de bombardeiros B-24 estacionados antes que os pilotos conseguissem recuperar o controle da aeronave. As hélices reversíveis do B-29 não foram suficientes para diminuir a velocidade da aeronave de forma adequada e, com os dois pilotos com o pé no freio, o Bockscar fez uma guinada de 90 graus no final da pista para evitar sair do aeroporto. Um segundo motor falhou por falta combustível no momento em que o avião parou. O engenheiro de voo, mais tarde, mediu o combustível nos tanques e concluiu que menos de cinco minutos de tempo de voo haviam sobrado.
Após a missão, houve confusão sobre a identificação do avião. O primeiro relato de testemunha ocular foi feito pelo correspondente de guerra William L. Laurence, do The New York Times, que acompanhou a missão a bordo da aeronave pilotada por Bock, e neste informou que Sweeney estava liderando a missão no The Great Artiste. Ele também observou o seu número "Victor" como 77, que era o do Bockscar, escrevendo que várias pessoas comentaram que 77 também era o número de camisa do jogador de futebol Red Grange.  Laurence havia entrevistado Sweeney e sua tripulação e estava ciente que se referia ao seu avião como The Great Artiste. Com exceção do Enola Gay, nenhum dos B-29 do 393º ainda tivera os nomes pintados em seus narizes, um fato que o próprio Laurence observou em seu relato. Desconhecendo o interruptor na aeronave, Laurence assumiu que o Victor 77 era o The Great Artiste, que era, na verdade, o Victor 89.

### Acontecimentos em terra

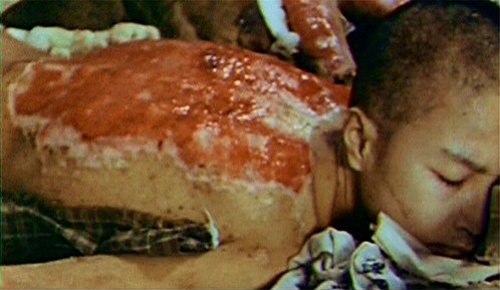
Uma fotografia de lesões nas costas do menino Sumiteru Taniguchi, registrada em janeiro de 1946 por um fotógrafo da Marinha dos Estados Unidos.

Embora a bomba fosse mais poderosa do que a usada em Hiroshima, o efeito foi contido pelo estreito Vale de Urakami. Dos 7 500 funcionários japoneses que trabalhavam dentro da fábrica de munições da Mitsubishi, incluindo estudantes mobilizados e trabalhadores regulares, 6 200 foram mortos. Entre 17 mil e 22 mil outros que trabalharam em outras fábricas de guerra e da cidade morreram também. Estimativas de mortes e danos imediatos variam muito, de 22 mil a 75 mil. Nos dias e meses seguintes à explosão, mais pessoas morreram por conta dos efeitos secundários da bomba. Por causa da presença de trabalhadores estrangeiros em situação irregular e vários militares em trânsito, há grandes discrepâncias nas estimativas do total de mortes até o final de 1945; uma faixa entre 39 mil e 80 mil pode ser encontrada em vários estudos.
Ao contrário do número de militares mortos em Hiroshima, apenas 150 soldados foram mortos instantaneamente em Nagasaki. Pelo menos oito prisioneiros conhecidos morreram por causa do bombardeio e até 13 de maio morreram um cidadão britânico membro da Força Aérea Real Britânica, Ronald Shaw, e sete prisioneiros neerlandeses. Um prisioneiro norte-americano, Joe Kieyoomia, estava em Nagasaki no momento do atentado, mas sobreviveu, supostamente por ter sido protegido contra os efeitos da bomba pelas paredes de concreto da sua cela. Havia 24 prisioneiros de guerra australianos em Nagasaki, mas todos sobreviveram.
O raio de destruição total foi de cerca de 1 quilômetro, seguido por incêndios em toda a parte norte da cidade, a 2 km ao sul do local de explosão da bomba. Cerca de 58% da fábrica de armas da Mitsubishi e cerca de 78% da fábrica de aço da Mitsubishi foram danificados. A Mitsubishi Electric Works sofreu apenas 10% de danos estruturais, visto que estava na fronteira da zona de destruição principal. A Mitsubishi-Urakami Ordnance Works, fábrica que criou os torpedos Tipo 91 lançados no ataque a Pearl Harbor, foi destruída na explosão.

## Planos para outros ataques nucleares contra o Japão

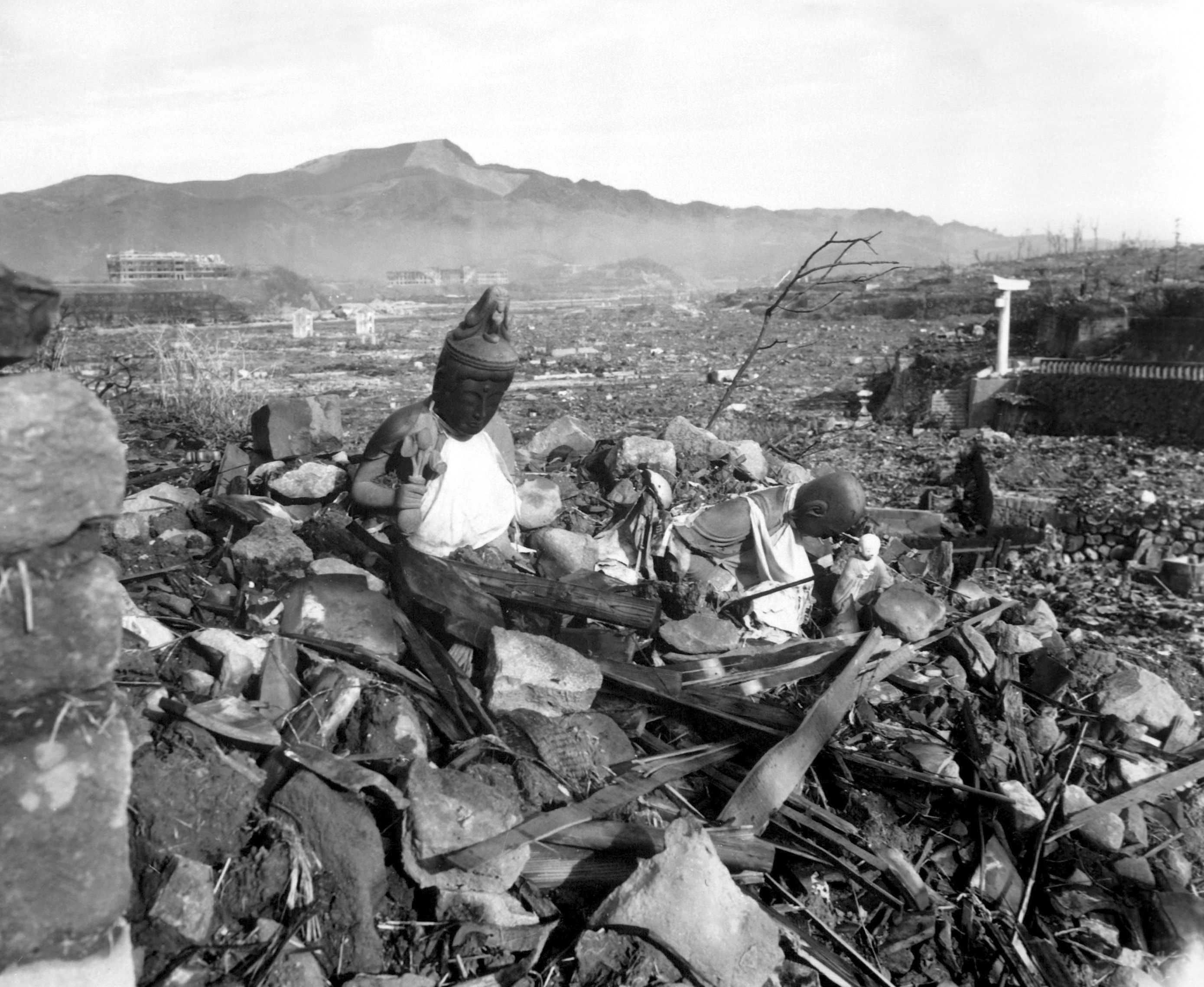
Um relatório japonês sobre as bombas caracterizou Nagasaki "como um cemitério sem uma única lápide de pé".

Groves esperava ter uma outra bomba atômica pronta para uso em 19 de agosto, sendo mais três em setembro e outras três em outubro.
Em 10 de agosto, enviou um memorando a Marshall no qual ele escreveu que "a próxima bomba ... deve estar pronta para entrega no período adequado após 17 ou 18 de agosto." No mesmo dia, Marshall aprovou o memorando com o comentário: "Não é para ser lançada sobre o Japão, sem autorização expressa do Presidente".
Já havia discussão no Ministério da Guerra sobre preservar as bombas, então em produção, para a Operação Downfall. "[...] não deveríamos concentrar-se em metas que serão de grande utilidade para uma invasão ao invés de indústria, moral, psicologia e assim por diante? Mais próximo da utilização táctica, em vez de outro tipo de utilização."
Mais dois artefatos Fat Man foram preparados. O terceiro núcleo estava programado para sair da Base Aérea Kirtland, no Novo México, para Tinian em 15 de agosto e Tibbets foi ordenado por LeMay para voltar a Utah para coletá-lo. Robert Bacher foi o seu empacotamento para embarque em Los Alamos, em 14 de agosto, quando ele recebeu a notícia de Groves de que a transferência tinha sido suspensa.

## Rendição do Japão e ocupação subsequente

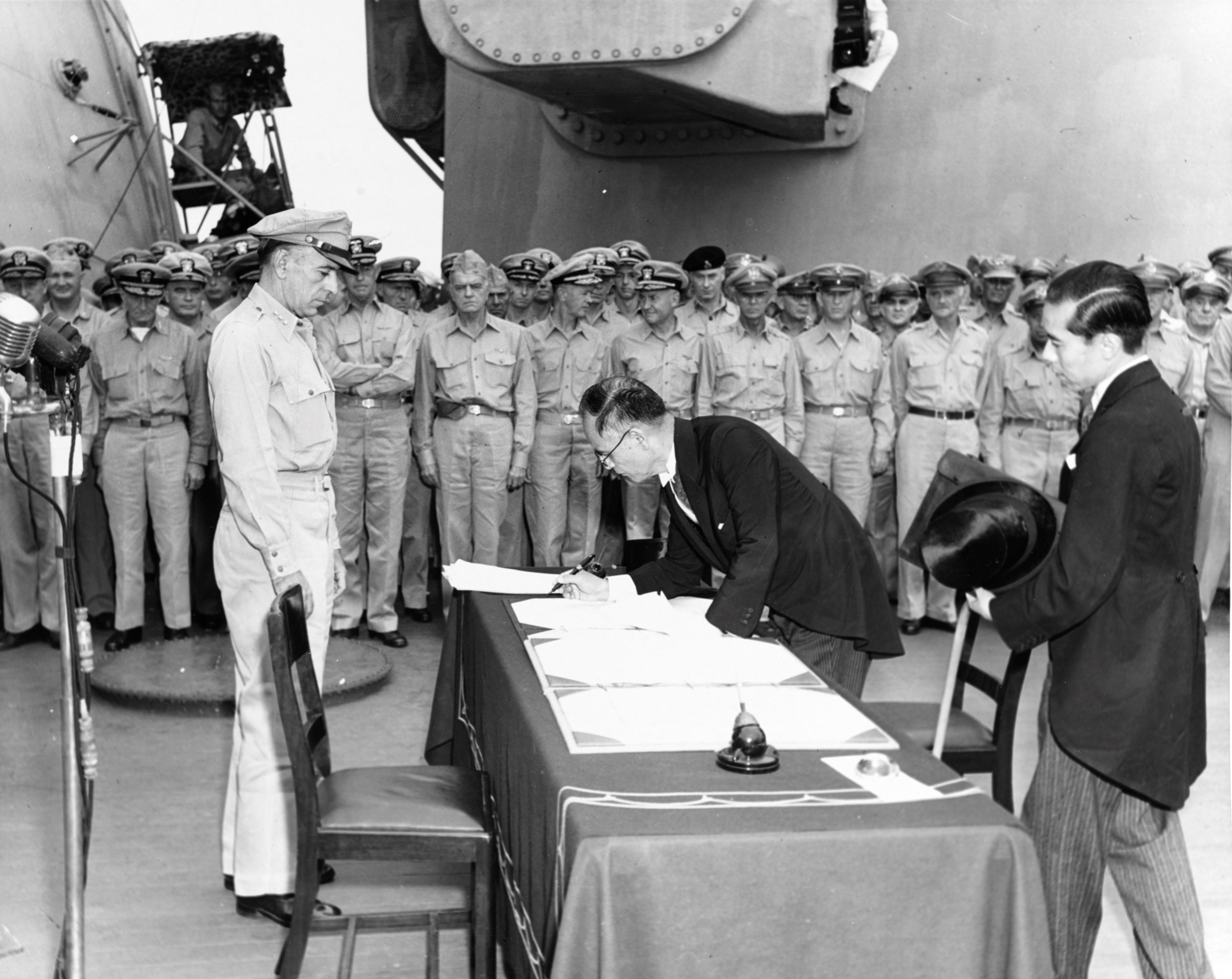
O ministro das relações exteriores do Japão Mamoru Shigemitsu assinando a rendição do Japão a bordo do USS Missouri enquanto o general Richard K. Sutherland observa. Foto de 2 de setembro de 1945.

Até 9 de agosto, o conselho de guerra japonês ainda insistia em suas quatro condições para a rendição. Naquele dia, Hirohito ordenou Koichi Kido para "rapidamente controlar a situação ... porque a União Soviética declarou guerra contra nós." Ele realizou uma conferência imperial então, durante o qual autorizava o ministro Shigenori Tōgō a notificar os Aliados de que o Japão iria aceitar os seus termos com uma condição, que a declaração "não incluísse qualquer exigência que prejudique as prerrogativas de Sua Majestade como um soberano".
Em 12 de agosto, o Imperador informou a família imperial sobre sua decisão de se render. Um de seus tios, o príncipe Asaka, em seguida, perguntou se a guerra seria mantida e se o kokutai não poderia ser preservado. Hirohito simplesmente respondeu: "Claro". Como os termos dos aliados pareciam deixar intacto o princípio da preservação do Trono, Hirohito gravou em 14 de agosto o anúncio de rendição, que foi transmitido para a nação japonesa no dia seguinte, apesar de uma rebelião curta de militaristas que se opunham à rendição.
Em sua declaração, Hirohito fez referências aos bombardeios atômicos:

Além disso, o inimigo agora possui uma arma nova e terrível com o poder de destruir muitas vidas inocentes e causar danos incalculáveis. Continuar a lutar não só resultaria em um colapso final e obliteração da nação japonesa, mas também levaria à total extinção da civilização humana.
Em seu "Rescrito aos Soldados e Marinheiros" emitido em 17 de agosto, o imperador ressaltou o impacto da invasão soviética e sua decisão de se render, omitindo qualquer menção às bombas. Hirohito se reuniu com o general MacArthur em 27 de setembro, dizendo-lhe que "a opção pela paz não prevaleceu até que o bombardeio de Hiroshima criou uma situação que poderia ser dramatizada." Na verdade, um dia após o bombardeio de Nagasaki e a invasão soviética da Manchúria, Hirohito ordenou a seus assessores, principalmente o Secretário Geral do Gabinete Hisatsune Sakomizu, Kawada Mizuho e Masahiro Yasuoka, para escrever um discurso de rendição. No discurso de Hirohito, dias antes de anunciar na rádio no dia 15 de agosto, ele deu três razões principais para a rendição: as defesas de Tóquio não estariam completas antes da invasão norte-americana do Japão, o Santuário de Ise seria perdido para os norte-americanos e as armas atômicas implantadas pelos estadunidenses provocariam a morte de todo o povo japonês. Apesar da intervenção soviética, Hirohito não mencionou os soviéticos como o principal fator para a rendição.

## Representação, resposta do público e censura
Durante a guerra a "retórica aniquilacionista e exterminacionalista" era tolerada em todos os níveis da sociedade norte-americana; de acordo com a embaixada britânica em Washington, os norte-americanos consideravam os japoneses como "uma massa anônima de vermes". Caricaturas representando japoneses como menos que humanos, por exemplo como macacos, eram comuns. Uma pesquisa de opinião pública de 1944 perguntou o que deveria ter sido feito com o Japão e constatou que 13% do público estadunidense era a favor de "matar" todos os japoneses: homens, mulheres e crianças.
Depois da bomba de Hiroshima explodir com sucesso, Robert Oppenheimer se dirigiu a uma assembleia em Los Alamos "juntando as mãos, como um boxeador premiado". O Vaticano foi menos entusiástico; seu jornal, L'Osservatore Romano, lamentou que os inventores da bomba não destruíram a arma para o benefício da humanidade. No entanto, a notícia do bombardeio atômico foi recebida com entusiasmo nos Estados Unidos; uma pesquisa na revista Fortune no final de 1945 mostrou uma minoria significativa de norte-americanos (22,7%) que desejavam que mais bombas atômicas fossem lançadas sobre o Japão. A resposta positiva inicial foi apoiada pelo imaginário apresentado ao público (principalmente as poderosas imagens da nuvem de cogumelo) e pela censura, por parte do governo norte-americano, de fotografias que mostravam cadáveres e sobreviventes mutilados.
Wilfred Burchett foi o primeiro jornalista a visitar Hiroshima após a bomba atômica ter sido lançada, chegando sozinho num trem saído de Tóquio, em 2 de setembro, o dia da rendição formal a bordo do USS Missouri. Seu relato, despachado em código Morse, foi publicado pelo jornal Daily Express em Londres, em 5 de setembro de 1945, intitulado "The Atomic Plague", o primeiro relatório público a mencionar os efeitos da radiação e da cinza nuclear. Os relatos de Burchett eram impopulares entre os militares norte-americanos. Os censores estadunidenses suprimiram uma história de apoio apresentada por George Weller do Chicago Daily News e acusou Burchett de estar sob a influência da propaganda japonesa. Laurence rejeitou os relatórios sobre envenenamento radioativo como esforços japoneses para minar o moral americano, ignorando o seu próprio relato de envenenamento radioativo de Hiroshima publicado uma semana antes.
Um membro do Pesquisa sobre Bombardeamento Estratégico, o tenente Daniel McGovern, usou uma equipe de filmagem para documentar os resultados do ataque no início de 1946. Esse trabalho de filmagem resultou em um documentário de três horas intitulado "Os Efeitos das Bombas Atômicas contra Hiroshima e Nagasaki". O filme inclui imagens de hospitais que mostram os efeitos da bomba sobre os humanos; mostrava ainda prédios e carros queimados, além de fileiras de crânios e ossos no chão. Foi classificado como "secreto" pelos próximos 22 anos. Durante esta época, nos Estados Unidos, era uma prática comum que os editores mantivessem imagens gráficas da morte em filmes, revistas e jornais. Um total de 27 mil metros de filme que foram feitos pelos cinegrafistas de McGovern ainda não haviam sido totalmente expostos até 2009. De acordo com Greg Mitchell, com o documentário de 2004 chamado Original Child Bomb, apenas uma pequena parte das filmagens conseguiu chegar à parcela do público norte-americano.
A empresa Nippon Eigasha começou a enviar cinegrafistas para Nagasaki e Hiroshima em setembro de 1945. Em 24 de outubro de 1945, um policial militar norte-americano impediu um cinegrafista da Nippon Eigasha de continuar a filmar em Nagasaki. Todas as bobinas da Nippon Eigasha foram confiscadas pelas autoridades norte-americanas. Essas bobinas foram, como solicitado pelo governo japonês, desclassificadas e salvas do esquecimento. Alguns filmes em preto-e-branco foram lançados e mostrados pela primeira vez para o público japonês e norte-americano nos anos de 1968 a 1970. O lançamento público de filmagens da cidade após o ataque e algumas pesquisas sobre os efeitos das bombas sobre os seres humanos ficaram restritos durante a ocupação do Japão, e grande parte desta informação foi censurada até a assinatura do Tratado de Paz de São Francisco em 1951, que devolvia o controle do país para os japoneses.
Somente as informações sobre os efeitos mais sensíveis e detalhados das armas foram censuradas durante este período. Não houve censura de relatos factuais escritos. Por exemplo, no livro Hiroshima, escrito por John Hersey, ganhador do Prêmio Pulitzer, que foi originalmente publicado em forma de artigo na revista The New Yorker em 31 de agosto de 1946, é relatado que chegou a Tóquio em uma versão em inglês em janeiro de 1947, sendo que a versão traduzida foi lançada no Japão em 1949. O livro narra as histórias de vida de seis sobreviventes da bomba imediatamente depois e por meses após o lançamento da bomba Little Boy.

## Consequências pós-ataque
Na primavera de 1948, a "Atomic Bomb Casualty Commission" (ABCC) foi estabelecida em conformidade com um decreto presidencial de Truman para a Academia Nacional de Ciências — Conselho Nacional de Pesquisa dos Estados Unidos para realizar pesquisas sobre os efeitos tardios da radiação entre os sobreviventes de Hiroshima e Nagasaki. Um dos primeiros estudos realizados pela ABCC era sobre o resultado da gravidez que ocorre em Hiroshima e Nagasaki, e em uma cidade controle, Kure, localizada a 29 km ao sul de Hiroshima, a fim de discernir as condições e os resultados relacionados com a exposição à radiação. Dr. James V. Neel liderou o estudo, que concluiu que o número de defeitos congênitos não era significativamente maior entre os filhos dos sobreviventes que estavam grávidas no momento dos ataques. A Academia Nacional de Ciências questionou o procedimento de Neel por não filtrar a população Kure para exposição à radiação possível. Entre os defeitos congênitos observados houve uma maior incidência de má-formação encefálica em Nagasaki e Hiroshima, incluindo microcefalia e anencefalia, cerca de 2,75 vezes a taxa observada em Kure.
Em 1985, o geneticista James F. Crow, da Universidade Johns Hopkins, examinou a pesquisa de Neel e confirmou que o número de defeitos de nascimento não era significativamente maior em Hiroshima e Nagasaki. Muitos membros da ABCC e de sua sucessora, a "Radiation Effects Research Foundation" (RERF), ainda estavam à procura de possíveis defeitos de nascimento ou outras causas entre os sobreviventes, décadas mais tarde, mas não encontraram nenhuma evidência de que eles eram comuns entre os sobreviventes. Apesar da insignificância dos defeitos de nascimento encontrada no estudo de Neel, o historiador Ronald E. Powaski escreveu que Hiroshima experimentou "um aumento de natimortos, defeitos de nascimento e mortalidade infantil" após a bomba atômica. Neel estudou também a longevidade das crianças que sobreviveram aos bombardeios de Hiroshima e Nagasaki, relatando que entre 90 e 95 por cento ainda estavam vivas 50 anos depois.
Cerca de 1 900 mortes por câncer podem ser atribuídas aos efeitos posteriores das bombas. Um estudo de epidemiologia feito pela RERF afirma que de 1950 a 2000, 46% das mortes por leucemia e 11% das mortes por câncer entre os sobreviventes da bomba eram devido à radiação das bombas, o excesso estatístico está sendo estimado em 200 leucemia e tumores sólidos 1 700.
Em relação à ABCC, existem diversas críticas e debates, incluindo o fato de que o objetivo era a pesquisa, e não a remoção de órgãos ou tratamento sem consentimento.

## Oshibakusha
Os sobreviventes dos bombardeios são chamados de hibakusha (em japonês: 被爆者; romaniz.: hibakusha; lit. "pessoas afetadas pela explosão"). Em 31 de março de 2014, 192 719 hibakushas eram reconhecidos pelo governo japonês, a maioria vivendo no Japão.  O governo nipônico reconhece que cerca de 1% deles têm doenças causadas pela radiação. Os memoriais em Hiroshima e Nagasaki contêm listas com os nomes dos hibakusha que são conhecidos por terem morrido desde os ataques atômicos. Atualizado anualmente, nos aniversários dos atentados, em agosto de 2014, os memoriais gravam os nomes de mais de 450 mil hibakusha; 292 325 em Hiroshima e 165 409 em Nagasaki.
Os hibakusha e seus filhos eram (e ainda são) vítimas de grave discriminação no Japão devido a ignorância do público sobre as consequências do envenenamento radioativo, sendo que grande parte do público acredita ser algo hereditário ou mesmo contagiosa. Apesar do fato de que foi encontrado aumento estatisticamente comprovado de defeitos congênitos ou malformações congênitas entre as crianças concebidas e nascidas de sobreviventes de Hiroshima e Nagasaki. Um estudo sobre os efeitos psicológicos de longo prazo dos bombardeios sobre os sobreviventes descobriram que mesmo entre 17 e 20 anos após os ataques, os sobreviventes mostraram uma maior prevalência de sintomas de ansiedade e somatização.
Estima-se que 118 hibakusha vivam no Brasil. O sobrevivente Takashi Morita (2 de março de 1924 – 12 de agosto de 2024), que trabalhava como policial em Hiroshima no dia do bombardeio, migrou para o Brasil com a família em 1956. Em 1984 fundou, e passou a dirigir, a "Associação das Vítimas de Bomba Atômica no Brasil", que reivindica auxílio do governo japonês para os sobreviventes que vivem no país. Também preside a Associação Hibakusha Brasil pela Paz. Em sua homenagem, uma escola do bairro de Santo Amaro, no município de São Paulo, foi batizada com o nome ETEC Takashi Morita.

### Sobreviventes duplos
Em 24 de março de 2009, o governo japonês reconheceu oficialmente Tsutomu Yamaguchi como um hibakusha duplo. Foi confirmado que ele estava a 3 km do marco zero em Hiroshima em uma viagem de negócios quando Little Boy foi detonada. Ele ficou gravemente queimado em seu lado esquerdo e passou a noite em Hiroshima. Ele chegou em sua casa na cidade de Nagasaki em 8 de agosto, um dia antes da Fat Man ser lançada, e ele foi exposto a uma radiação residual, enquanto procurava por seus parentes. Ele foi o primeiro sobrevivente das duas bombas oficialmente reconhecido. Ele morreu em 4 de janeiro de 2010, com a idade de 93 anos, após uma batalha contra o câncer de estômago. O documentário de 2006 Twice Survived: The Doubly Atomic Bombed of Hiroshima and Nagasaki documentou 165 nijū hibakusha (literalmente "pessoas duplamente afetadas pela explosão") e foi exibido nas Nações Unidas.

### Sobreviventes coreanos
Durante a guerra, o Japão trouxe até 670 mil recrutas coreanos para o Japão para o trabalho forçado. Cerca de 20 mil coreanos foram mortos em Hiroshima e outros 2 mil morreram em Nagasaki. Talvez um em cada sete das vítimas de Hiroshima eram de ascendência coreana. Por muitos anos, os coreanos tiveram de lutar por reconhecimento como vítimas das bombas atômicas e a eles foram negados benefícios para a saúde. A maioria dos problemas foram solucionados nos últimos anos através de ações judiciais.

## Debate sobre os ataques
A bomba atômica era mais do que uma arma de destruição terrível; era uma arma psicológica.— Henry L. Stimson, 1947

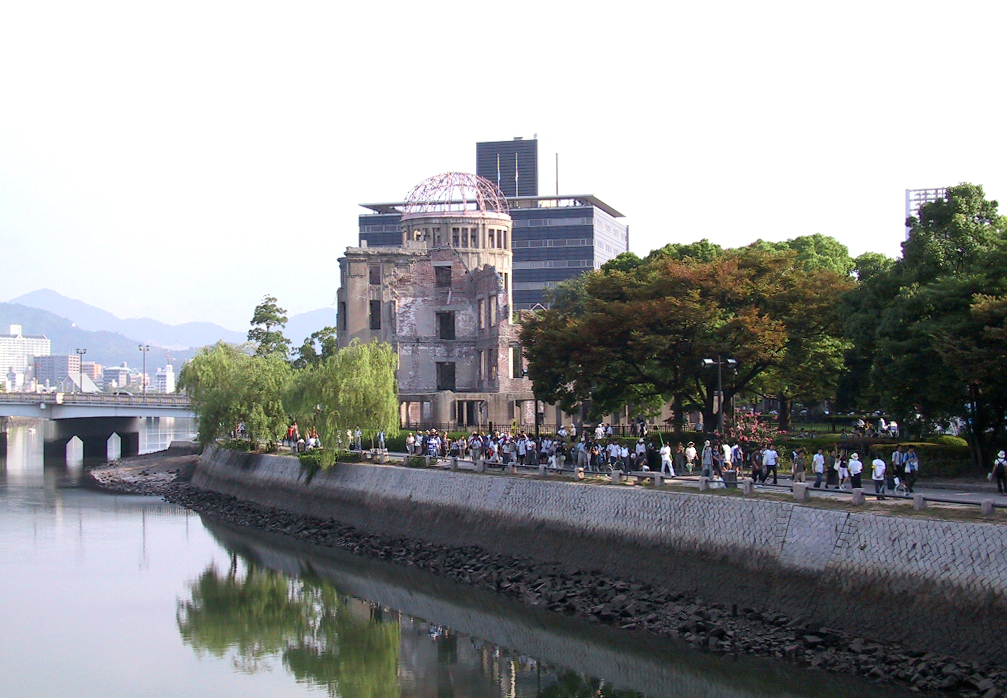
Os cidadãos da cidade caminham pelo Memorial da Paz de Hiroshima, o edifício que sobreviveu ao bombardeio atômico da cidade.

O papel dos bombardeamentos na rendição do Japão e a justificativa ética dos Estados Unidos para executar tal ataque tem sido objeto de debate acadêmico e popular há décadas. J. Samuel Walker escreveu em abril de 2005 sobre a historiografia recente sobre o assunto que "a controvérsia sobre o uso da bomba parece certa para continuar." Ele escreveu: "A questão fundamental que tem dividido os estudiosos ao longo de um período de quase quatro décadas é se o uso da bomba era necessário para conseguir a vitória na Guerra do Pacífico em condições satisfatórias para os Estados Unidos".
Os apoiadores dos bombardeios geralmente afirmam que eles causaram a rendição japonesa, evitando baixas em ambos os lados durante a Operação Downfall. Uma figura de linguagem, "Cem milhões [súditos do Império Japonês] vão morrer pelo Imperador e pela Nação", serviu como um slogan unificador, embora essa frase tenha sido concebida como uma figura de linguagem para a frase "dez mil anos". Truman afirma em Memoirs, de 1955, que a bomba atômica provavelmente salvou meio milhão de mortes norte-americanas antecipadas em uma invasão do Japão pelos Aliados prevista para novembro. Stimson posteriormente falou que salvaram um milhão de vítimas norte-americanas e Churchill que as bombas salvaram um milhão de norte-americanos e metade desse número de vidas britânicas". Os estudiosos apontam várias alternativas que poderiam ter terminado com a guerra sem uma invasão, mas essas alternativas poderiam ter resultado na morte de muito mais japoneses. Apoiadores também apontam para uma ordem dada pelo Ministro da Guerra japonês em 1 de agosto de 1944, ordenando a execução de prisioneiros de guerra aliados quando o campo de prisioneiros estava na zona de combate.
Aqueles que se opõem aos bombardeios citam uma série de razões para o seu ponto de vista, entre eles: a crença de que a bomba atômica é fundamentalmente imoral; que os bombardeios podem ser considerados como crimes de guerra; que foi algo militarmente desnecessários; que constituí terrorismo de Estado e de que se tratava de racismo e desumanização contra o povo japonês. Os ataques atômicos fizeram parte de uma campanha de bombardeios convencionais que já era feroz. Isto, juntamente com o bloqueio marítimo e o colapso da Alemanha (com suas implicações em matéria de redistribuição de recursos militares), também poderiam ter levado a uma rendição japonesa. Na época que os Estados Unidos lançaram sua bomba atômica sobre Nagasaki em 9 de agosto de 1945, a União Soviética tinha lançado um ataque surpresa com 1,6 milhão de soldados contra o Exército de Guangdong na Manchúria. "A entrada soviética na guerra", observou o historiador japonês Tsuyoshi Hasegawa, "desempenhou um papel muito maior do que as bombas atômicas em induzir Japão a render-se, porque existia alguma esperança de que o Japão poderia terminar a guerra através da mediação de Moscou".

### Situação jurídica no Japão
Em 1963, o Tribunal Distrital de Tóquio, apesar de negar um caso de indenização apresentado por sobreviventes de Hiroshima e Nagasaki contra o governo japonês, declarou:
... (b) que o lançamento de bombas atômicas como um ato de hostilidade era ilegal de acordo com as regras do direito internacional positivo (tendo em consideração o direito dos tratados e do direito consuetudinário), então em vigor ... (c) que o lançamento de bombas atômicas também constituiu um ato ilícito no plano da lei municipal, imputáveis aos Estados Unidos e ao seu Presidente, o Sr. Harry S. Truman; O ... bombardeio aéreo com bombas atômicas nas cidades de Hiroshima e Nagasaki foi um ato ilegal de hostilidades de acordo com as regras do direito internacional. Deve ser considerado como bombardeio aéreo indiscriminado de cidades abertas, mesmo que fosse direcionado para objetivos militares apenas, na medida em que resultou em danos comparáveis ao causado pelo bombardeio indiscriminado.

### Decisão de usar a bomba
- Truman's Motivations: Using the Atomic Bomb in the Second World War
- Documentos relacionados com a decisão de usar a bomba atômica
- Nuclear Files.org - Correspondência sobre a decisão de lançar a bomba
- Documents on The Bombing of Hiroshima and Nagasaki
- "If the Atomic Bomb Had Not Been Used", publicado no Atlantic Monthly, Dezembro 1946 (assinatura necessária).
- The Decision To Use the Atomic Bomb: H-NET Debate
- The Decision To Use the Atomic Bomb
- Hiroshima & Nagasaki - a Debate on the Use of Terrorism?
- "Pro and Con on Dropping the Bomb", an article by Bill Dietrich in the August 21, 1995 edition of The Seattle Times
- Bibliografia comentada sobre a decisão de usar a bomba, da biblioteca digital Alsos.